# Backnang

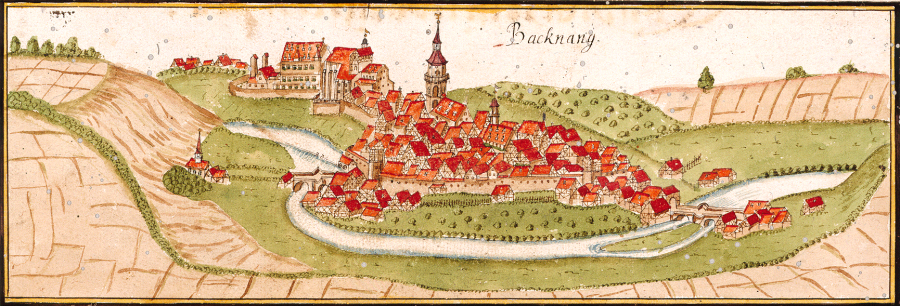
Ansicht von Backnang aus Andreas Kiesers Forstlagerkarte (1686): In der Mitte das Rathaus, links davon auf dem Burgberg befindet sich das herzogliche Schloss und die Stiftskirche. Links unten die Sulzbacher Brücke mit der Totenkirche. Rechts die Aspacher Brücke mit der Aspacher Vorstadt.

Backnang (im lokalen Schwäbisch Baggana) ist eine Mittelstadt in Baden-Württemberg, rund 30 km nordöstlich der Landeshauptstadt Stuttgart. Sie gehört zur Region Stuttgart und zur europäischen Metropolregion Stuttgart. Sie ist die viertgrößte Stadt des Rems-Murr-Kreises und ein Mittelzentrum für die umliegenden Gemeinden. Bis 1973 war sie Sitz des im Zuge der Kreisreform aufgelösten gleichnamigen Landkreises.
Die Einwohnerzahl von Backnang überschritt 1953 die Marke von 20.000, sodass die Stadt mit Inkrafttreten der baden-württembergischen Gemeindeordnung am 1. April 1956 den Status einer Großen Kreisstadt erhielt. Mit den Gemeinden Allmersbach im Tal, Althütte, Aspach, Auenwald, Burgstetten, Kirchberg an der Murr, Oppenweiler und Weissach im Tal ist die Stadt Backnang eine vereinbarte Verwaltungsgemeinschaft eingegangen.

## Geographie

### Geographische Lage
Backnang hat Anteil an den Naturräumen Schwäbisch-Fränkische Waldberge und Neckarbecken. Es liegt am östlichen Rand des Neckarbeckens in der Backnanger Bucht, die von der Murr durchflossen wird. Diese durchquert von Nordosten kommend das Stadtgebiet, wendet sich flussabwärts nach Südwesten, durchfließt in mehreren Windungen die Kernstadt und verlässt das Stadtgebiet im Südwesten. Die Altstadt Backnangs liegt südlich in einem der Murr-Bögen. Im Osten des Stadtgebiets mündet die Weißach in die Murr.

### Nachbargemeinden
An Backnang grenzen im Nordosten Oppenweiler und Sulzbach an der Murr, im Osten Auenwald und Weissach im Tal, im Südosten Allmersbach im Tal, im Süden Winnenden und Leutenbach, im Südwesten Burgstetten, im Westen Kirchberg an der Murr und im Nordwesten Aspach (alle Rems-Murr-Kreis).

### Stadtgliederung
Backnang besteht aus der Kernstadt, der 1941 eingegliederten Gemeinde Steinbach im Nordosten und den vier im Rahmen der Gebietsreform der 1970er Jahre eingegliederten Gemeinden Strümpfelbach im Norden sowie Heiningen, Maubach und Waldrems im Süden. Diese fünf eingegliederten Gemeinden bilden Ortschaften im Sinne der baden-württembergischen Gemeindeordnung mit jeweils eigenen Ortschaftsräten.
Auf dem Gebiet der Stadt Backnang liegen 21 separat gelegene Wohnplätze mit eigenem Namen:
- Zu Backnang gehören die Stadt Backnang, das Dorf Steinbach, die Weiler Germannsweiler, Mittelschöntal, Oberschöntal, Sachsenweiler, Seehof, Stiftsgrundhof, Ungeheuerhof, Unterschöntal, die Höfe Rötleshof und Staigacker und der Wohnplatz Neuschöntal.
- Zu Heiningen gehört alleine das Dorf Heiningen.
- Zu Maubach gehören das Dorf Maubach und der Wohnplatz Schulhaus (Alte Schule).
- Zu Strümpfelbach gehören das Dorf Strümpfelbach sowie das Schloss und der Wohnplatz Katharinenhof.
- Zu Waldrems gehören das Dorf Waldrems, der Weiler Horbach und der Wohnplatz Ebni.

#### Wüstungen
Auf dem Gebiet der Kernstadt lag auf der Höhe über dem rechten Murr-Ufer die abgegangene Ortschaft Hagenbach, zu der auch eine Burg gehört haben soll, von der heute allerdings keine Reste mehr vorhanden sind. Die Flur Hagenbach ist heute modern bebaut. Eine weitere Befestigung, die Schöntaler Burg, befand sich südwestlich von Oberschöntal auf einem Bergsporn über der Murr. Von dieser Burg sind noch geringe Spuren als Bodendenkmal vorhanden. Die Flurnamen Bürgle bei Heiningen und Bürglesäcker bei Maubach erinnern an weitere ehemalige Befestigungen. 1593 erscheint auf einer Karte von Georg Gadner eine Siedlung mit dem Namen Thos (Taus) bei der Mündung der Weissach in die Murr. Matzenhart beim heutigen Seehof wurde im 14. Jahrhundert erwähnt. Zwischen Backnang und Strümpfelbach lag das 1375 genannte Kuhnweiler. Etzlinsweiler wurde 1501 letztmals erwähnt; seine genaue Lage ist unbekannt sowie der Standort des 1503 letztmals erwähnten Lippenhofs. Die Fluren „Hausklinge“ westlich von Waldrems und „Weiler“ südlich von Steinbach lassen weitere Wüstungen vermuten. Im „Käppelesgrund“ bei Germannsweiler stand eine Kapelle.

#### Aufgegangene Siedlungen
Um 1870 in Backnang aufgegangen ist der Wohnplatz Walke sowie die Untere Mühle. Nach 1936 ist der Wohnplatz Spinnerei in Steinbach aufgegangen.

#### Wohngegenden
In der Kernstadt werden zum Teil weitere Wohngebiete mit eigenem Namen unterschieden, deren Bezeichnungen sich im Laufe der Geschichte aufgrund der Bebauung ergeben haben und die meist nicht genau abgrenzbar sind. Hierzu gehören beispielsweise die Siedlung Plattenwald, die Robert-Kaess-Siedlung und die Plaisir-Siedlung.

### Raumplanung
Backnang ist ein Mittelzentrum in der Region Stuttgart, deren Oberzentrum die Stadt Stuttgart ist.
Zum Mittelbereich Backnang gehören außerdem die Stadt Murrhardt sowie folgende Gemeinden im nördlichen Teil des Rems-Murr-Kreises: Allmersbach im Tal, Althütte, Aspach, Auenwald, Burgstetten, Großerlach, Kirchberg an der Murr, Oppenweiler, Spiegelberg, Sulzbach an der Murr und Weissach im Tal.
Backnang ist Mitgliedsgemeinde des Wasserverbands Murrtal. Ihm obliegt der Hochwasserschutz.

### Flächenaufteilung
Nach Daten des Statistischen Landesamtes, Stand 2014.

## Geschichte

### Frühe Geschichte und erste Besiedlung
Auf der Gemarkung von Backnang wurden Siedlungs- und Grabstellen aus der Jungsteinzeit und der Hallstattzeit gefunden.
Zur Zeit der Römer lag das Gebiet um Backnang ab der Vorverlagerung des Limes im Jahr 155 n. Chr. in der römischen Provinz Obergermanien. Auf Backnanger Gemarkung befanden sich römische Straßen, Siedlungen und Gräberfelder, die jedoch nur wenig erforscht sind. Die römische Militärstraße, welche das Kastell Benningen einst mit dem Kastell Murrhardt verband, verlief nördlich des Katharinenhofs. Auf der Markung von Steinbach (Gewann Heidenfeld) wurden im 19. Jahrhundert Reste einer Villa rustica gefunden. Allerdings gingen die Fundstücke im Zweiten Weltkrieg verloren. Ein römisches Gräberfeld wurde im Bereich der ehemaligen Spinnerei Adolff entdeckt. Es wurden auch schon römische Münzen auf dem heutigen Stadtgebiet gefunden. Mit dem Limesfall dürfte die romanische Bevölkerung das Gebiet verlassen haben.
Die heutige Besiedlung geht wohl auf die Alamannen zurück, die um 260 n. Chr. die Römer zwischen Rhein und Donau zurückdrängten. Die älteste Siedlungsgründung war vermutlich der heutige Ortsteil Heiningen, von wo aus die gesamte Backnanger Bucht erschlossen wurde. Um 500 gelangte die Backnanger Bucht in den Herrschaftsbereich der Franken, die ihr Territorium durch systematische Besiedlung (Fränkische Landnahme) sicherten. Nach 600 entstand an der heutigen Sulzbacher Brücke eine Burg zum Schutz des für historische Fernwege wichtigen Übergangs über die Murr. Auf diese Burg geht der heutige Ort Backnang zurück, in dem um 890 eine erste romanische Kirche erbaut wurde.

### Erste Erwähnung 1067 und Gründung des Augustiner-Chorherrenstifts 1116
Erstmals erwähnt wurde der Ortsname als Baccananc in einer Urkunde aus dem Jahr 1067. In dem in Augsburg ausgestellten Schriftstück in lateinischer Sprache ist von einem Hesso de Baccananc und seinem gleichnamigen Sohn (et filius eius Hesso) die Rede. Die Herkunft des Ortsnamens ist umstritten. Der Name könnte ‚Wang des Bacco‘ bedeuten. Allerdings ist eine Person mit dem Namen Bacco nicht nachweisbar. Die alten Namensformen schlagen sich in der Bezeichnung der Bewohner für ihre Stadt als Baggana bis in die heutigen Tage nieder. Damals befand sich Backnang im Besitz der Hessonen. Das Geschlecht stammte aus dem Sülchgau und kam wahrscheinlich durch Heirat in den Besitz Backnangs. Die Hessonen zählten zum unmittelbaren Umkreis des Kaisers und zum vornehmsten Hochadel im damaligen Deutschland. Die Hessonen bauten die Burg Backnang zu ihrem Machtzentrum aus. Wie die Urkunde von 1067 beweist, nannten sich die Hessonen im 11. Jahrhundert von Backnang. Durch Heirat der Hessonen-Tochter Judith von Backnang mit Markgraf Hermann II. gelangte Backnang vermutlich um 1070 an die Markgrafen von Baden. Die Hessonen siedelten nach der Burg Wolfsölden um. Die Badener bauten Backnang systematisch zu ihrem Hauptort aus. Markgraf Hermann und seine Frau gründeten in Backnang ein Augustiner-Chorherrenstift, welches 1116 päpstlich bestätigt und privilegiert wurde. Die ersten Bewohner des Stifts waren Augustiner-Mönche vom Stift Marbach im Elsass. Hermanns Sohn Hermann III. von Baden baute die Anlage weiter aus und errichtete, nachdem die alte Kirche dem Stift vorbehalten war, die Sankt Michaelskirche als neue Kirche für den Ort. Das Stift wurde für fünf Generationen zur Grablege der Markgrafen von Baden.

### Stadtrecht im 13. Jahrhundert
Der Ort wurde vermutlich um 1220 durch die Markgrafen von Baden zur Stadt ausgebaut. Eine fragmentarisch erhaltene Urkunde von 1230 lässt Rückschlüsse auf ein damals bereits bestehendes Stadtrecht zu. 1235 geriet die Stadt in die Auseinandersetzungen zwischen dem deutschen König Heinrich (VII.) und seinem Vater Kaiser Friedrich II.; sie wurde durch Heinrich von Neuffen, Herr der Burg Altwinnenden, zerstört. Beim anschließenden Wiederaufbau wurde die Stadt ummauert, so dass die Stadterhebung später irrtümlicherweise auf diesen Bau der Stadtmauer im Jahr 1237 datiert wurde und Backnang im Jahr 1987 ein 750-jähriges Stadtjubiläum beging. Die erste gesicherte urkundliche Erwähnung als Stadt stammt aus dem Jahr 1245. Aus dieser Urkunde geht außerdem hervor, dass damals neben den beiden Kirchen St. Pankratius und St. Michael auch drei Mühlen, ein Hospital und ein Berg genannter Hof (wohl heutiger Bereich des Amtsgerichts) vorhanden waren.

### Backnang unter den Württembergern (ab 1300)
Um 1300 wurde Backnang durch die Heirat von Irmengard, der Tochter des Markgrafen Rudolfs I. von Baden, mit dem Grafen Eberhard dem Erlauchten von Württemberg als Mitgift württembergisch. Im Reichskrieg Kaiser Heinrichs VII. gegen Eberhard 1311/12 ergab sich die Stadt am 28. August 1312 dem Reich, kam jedoch 1316 an Württemberg zurück. Noch im 14. Jahrhundert wurde Backnang Sitz einer württembergischen Vogtei.
1477 wurde das Regularkanonikerstift in ein freiweltliches Stift umgewandelt. Ab 1500 lag die Stadt im Schwäbischen Reichskreis. Im Bauernkrieg 1525 wurde die Stadt gestürmt und das Augustiner-Chorherrenstift geplündert.

### Reformation und Gegenreformation
1535 wurde durch Herzog Ulrich die Reformation in Württemberg eingeführt, allerdings kam es kurzzeitig zu einer Rekatholisierung: 1546 besetzte Kaiser Karl V. im Schmalkaldischen Krieg das Herzogtum Württemberg und zwang Ulrich 1548, das Augsburger Interim zu akzeptieren. Weiterhin musste Ulrich der Stationierung von kaiserlich-katholischen Truppen zustimmen. 1549 wurde auch in Backnang eine Einheit katholischer Söldner aus Spanien stationiert, welche jedoch schon 1550 wieder abgezogen wurde. Viele der Augustiner-Chorherren konvertierten in der Folgezeit entweder zum Protestantismus oder verließen die Stadt, andere blieben. 1593 starb der letzte katholisch gebliebene Chorherr von Backnang.

### Erste Zerstörung Backnangs im Dreißigjährigen Krieg 1635
Während des Dreißigjährigen Krieges hatte Backnang unter Einquartierungen, Verwüstungen und der Pest zu leiden: 1631 wurden fürstenbergische Soldaten nach Backnang verlegt. 1626 und 1634/35 wütete die Pest in der Stadt, denen jeweils ein Drittel der Stadtbevölkerung zum Opfer fiel. Nach der Schlacht bei Nördlingen im September 1634, welche für die Protestanten mit einer schweren Niederlage endete, wurde Backnang erneut von kaiserlich-katholischen Truppen besetzt. 1635 übernahmen die Jesuiten das Backnanger Stift. Im selben Jahr verwüstete ein Großbrand, welcher vermutlich durch einquartierte katholische Soldaten verursacht wurde, die Stadt; Backnang wurde größtenteils zerstört. Im letzten Kriegsjahr 1648 zogen die katholischen Truppen aus Backnang ab. Anschließend marschierten die Schweden in Backnang ein, welche trotz ihrer evangelischen Konfession wie Feinde in der Stadt hausten. Nach dem Westfälischen Frieden mussten die Jesuiten Backnang verlassen.

### Backnang im 17. Jahrhundert

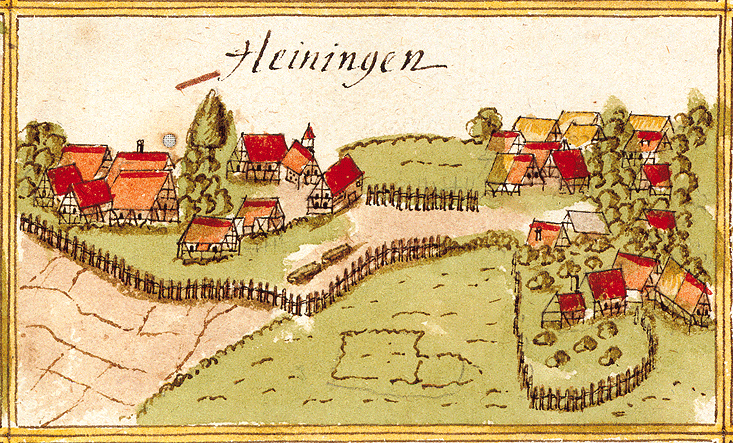
Heiningen (1685)
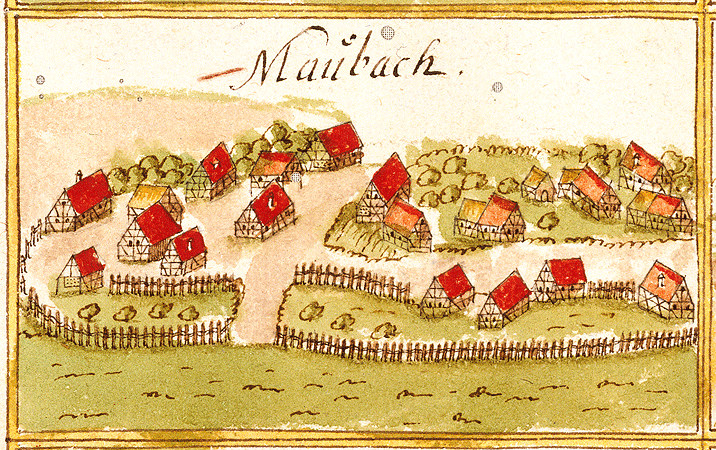
Maubach (1685)
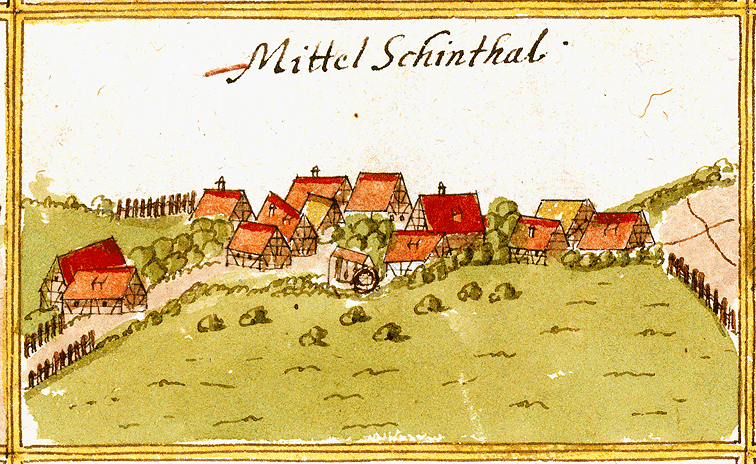
Mittelschöntal (1685)
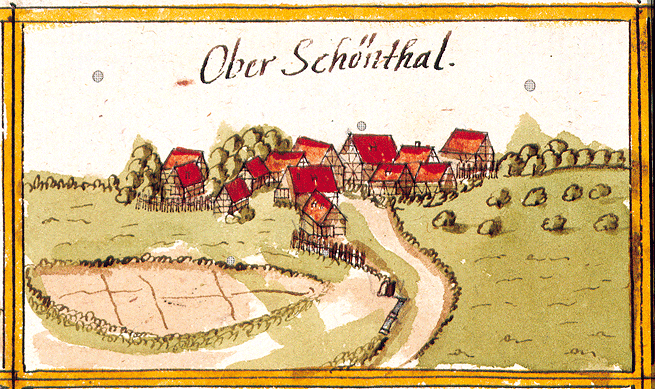
Oberschöntal (1685)
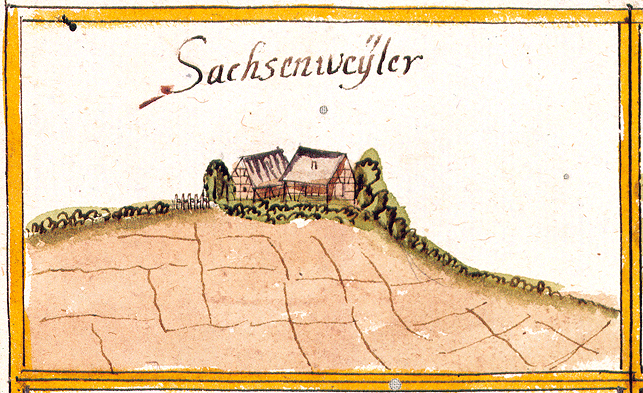
Sachsenweiler (1685)
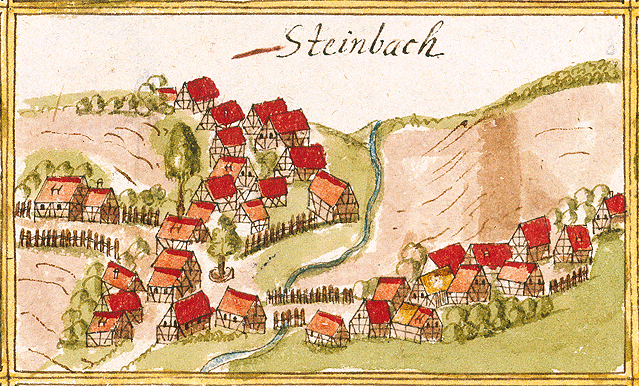
Steinbach (1685)
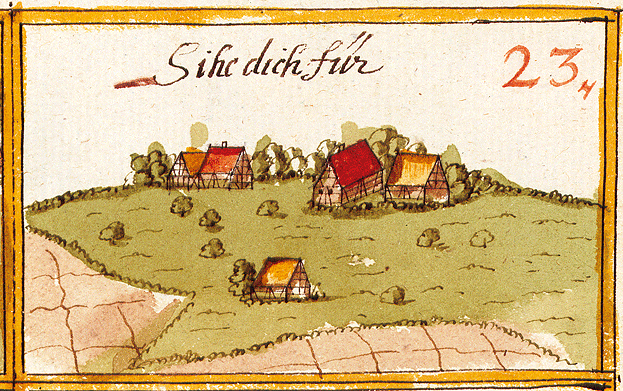
Stiftsgrundhof (1685)
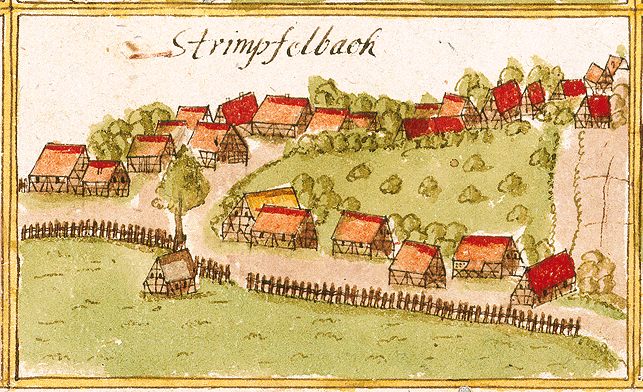
Strümpfelbach (1685)
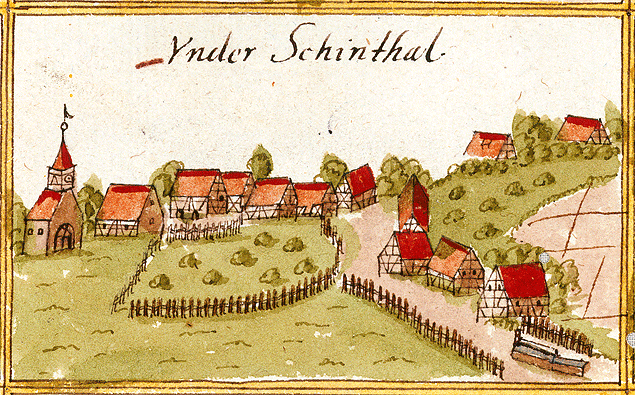
Unterschöntal (1685)
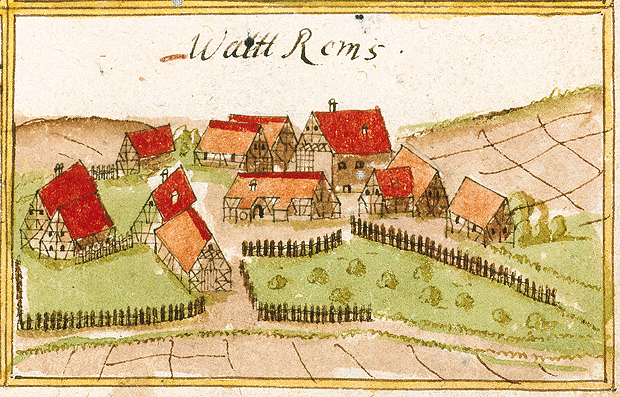
Waldrems (1685)

### Zweite Zerstörung Backnangs im Pfälzischen Erbfolgekrieg am 23. Juli 1693
Im Pfälzischen Erbfolgekrieg (1688–1697) wurden Teile Württembergs erneut verwüstet, diesmal durch die Franzosen. Im Juli 1693 stießen französische Einheiten unter Oberbefehl von Ezéchiel Comte de Mélac über Heidelberg und Heilbronn ins mittlere Neckargebiet vor. Dabei plünderten und zerstörten die Franzosen nacheinander Marbach, Beilstein und Großbottwar. Am 23. Juli 1693 erreichten die Franzosen Backnang. Die Bauern der umliegenden Dörfer versteckten sich in den Wäldern oder suchten Zuflucht in der Backnanger Burg. Allerdings konnten die Mauern Backnangs die Franzosen nicht aufhalten: Sie überwanden die Mauern durch einen Sturmangriff, bei dem 15 französische Angreifer ihr Leben lassen mussten. Dies reizte die Franzosen offenbar zum Zorn, die daraufhin 100–200 Stadtbewohner ermordeten. Anschließend wurde die Stadt geplündert und eingeäschert. Etwa 210 Gebäude wurden ein Raub der Flammen, darunter das Rathaus und die Kirchen St. Michael (Stadtkirche) und St. Pankratius (Stiftskirche). Von St. Michael brannte das Kirchenschiff ab und wurde nie wieder aufgebaut. Nur der Chor und der Glockenturm blieben erhalten. St. Pankratius wurde ebenfalls bis auf den Chor zerstört, doch konnte die Kirche in den folgenden Jahren in vereinfachter Form wiederaufgebaut werden.

### Backnang als Württembergische Amtsstadt

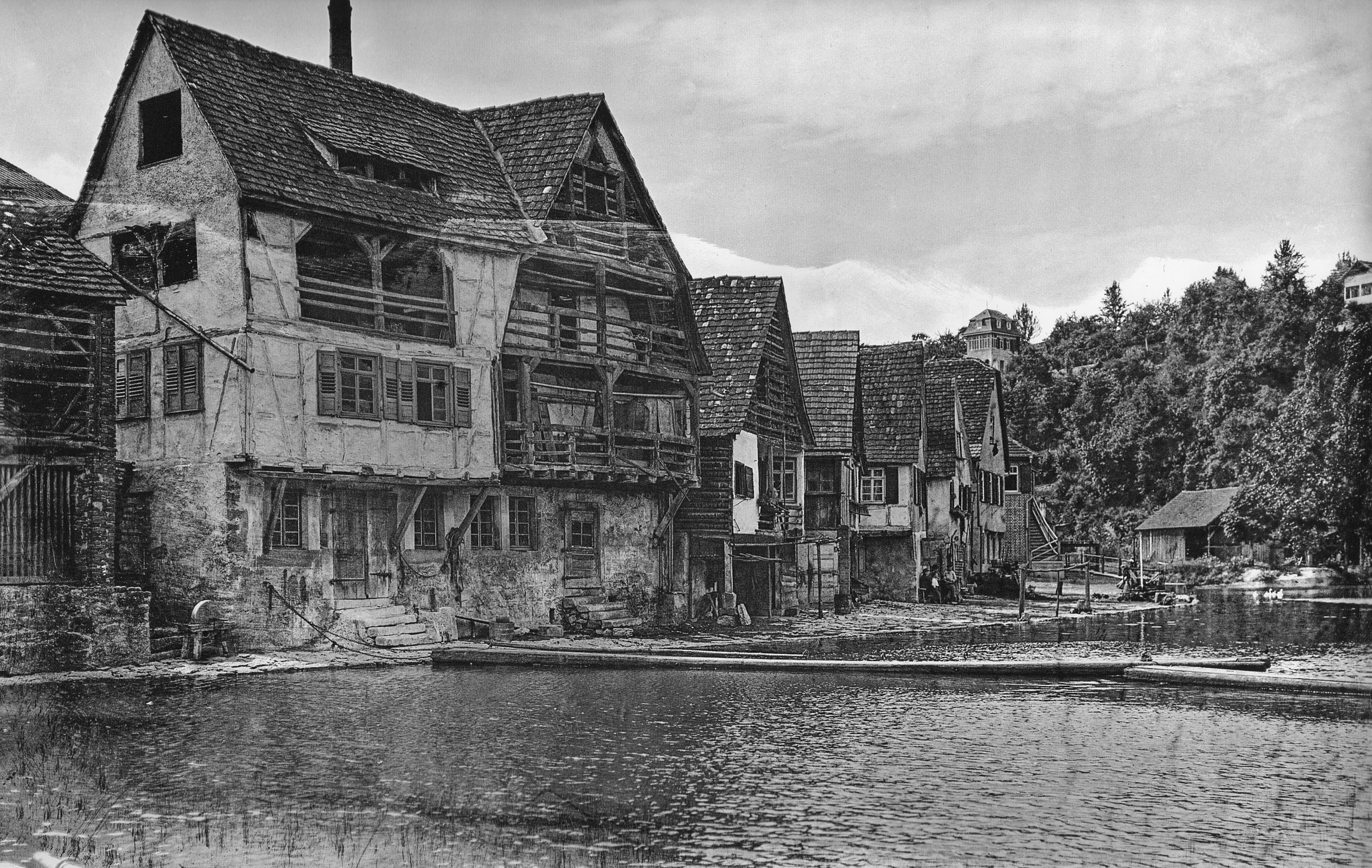
Gerberhäuser in Backnang um 1910

1707 wurde Backnang erneut von französischen Truppen unter General Broglie besetzt, welche jedoch bald wieder abzogen. Aus der württembergischen Vogtei in Backnang entstand 1758 das Oberamt Backnang. Im Zuge der Umwälzungen während der Zeit der Koalitionskriege und der 1806 erfolgten Gründung des Königreichs Württemberg wurde das Oberamt Backnang bis 1813 bedeutend vergrößert.
Das späte 18. und frühe 19. Jahrhundert war von Missernten, Einquartierungen und Hungersnöten geprägt.

### Backnang im 19. Jahrhundert
Nach dem Ende der entbehrungsreichen Napoleonischen Kriege war Württemberg 1816 besonders stark von den Auswirkungen des Jahrs ohne Sommer betroffen. Die Verhältnisse führten zu mehreren Auswanderungswellen nach Amerika und Russland.
Um 1820 wurden Stadtmauern und -tore abgerissen und die Stadt wuchs über ihren mittelalterlichen Siedlungskern hinaus. Gleichzeitig wurden 1819 verschiedene Dörfer und Höfe eingemeindet. 1848 wurde der einundzwanzigjährige Raubmörder Wilhelm Heinrich Armbruster auf der Bleichwiese geköpft. Die Exekution Armbrusters war die letzte öffentliche Hinrichtung im Königreich Württemberg. Im Revolutionsjahr 1848 wurde die erste gesamtdeutsche Parlamentswahl abgehalten. Dabei errang der Schlosser Ferdinand Nägele aus Murrhardt im Wahlbezirk Backnang die Mehrheit der Stimmen. Nägele war der einzige Handwerker im Paulskirchenparlament.
Die bedeutendsten Handwerkszweige in der Stadt um 1800 waren Gerberei und Weberei, die durch die Industrialisierung weiteren Aufschwung nahmen. Nachdem die Weberei wegen Baumwollmangels aufgrund des Amerikanischen Bürgerkrieges ab 1861 in eine Krise geriet und unterging, wurde die Gerberei zum bestimmenden Erwerbsfeld der Bevölkerung. 1897 gab es 102 Gerbermeister mit 456 Gesellen und 97 Lehrlingen in der Stadt. Die Gerberei verlor in Backnang erst nach dem Zweiten Weltkrieg an Bedeutung. Im späten 19. Jahrhundert siedelten sich auch Maschinenbaufirmen und weitere Industrie an. 1875 wurde eine Industrieschule eröffnet, 1876 wurde Backnang mit der Einweihung der Murrbahn an das Schienennetz der Württembergischen Eisenbahn angeschlossen.

### Backnang im Ersten und Zweiten Weltkrieg
Im Ersten Weltkrieg (1914–1918) waren unter den ins Feld gerückten Einwohnern 334 Opfer zu beklagen. Große Teile der Backnanger SPD traten nach dem Krieg der neu gegründeten KPD bei. Dadurch kam es zu einer starken Polarisierung der Gesellschaft, die sich 1919 und 1923 in größeren Tumulten entlud. Zur NS-Zeit wurde das Gebäude des 1909 eingeweihten Lehrerseminars in der heutigen Mörikeschule als Napola-Schule genutzt. Durch die Verwaltungsreformen während der NS-Zeit in Württemberg wurde 1934 aus dem Oberamt Backnang der Kreis Backnang, welcher 1938 bei der Kreisreform in den um einige Gebiete erweiterten Landkreis Backnang umgewandelt wurde. 1934 entstand am nordwestlichen Stadtrand die Robert-Kaess-Siedlung. 1936 wurde Sachsenweiler von Unterweissach abgetrennt und nach Backnang umgemeindet. 1941 wurde die bis dahin selbstständige Gemeinde Steinbach aufgelöst und Backnang zugeschlagen.
Im Zweiten Weltkrieg blieb Backnang im Großen und Ganzen von Bombardierungen verschont, allerdings wurde die Stadt 1945 mehrfach von Luftangriffen getroffen, wobei es zu zahlreichen Toten und schweren Beschädigungen kam. Im gesamten Kriegsverlauf wurden in Backnang 447 Gefallene und 309 Vermisste registriert. Anfang 1945 wurde in Backnang aus Jugendlichen und älteren Männern der Volkssturm gebildet, welcher gegen die anrückenden Amerikaner kämpfen sollte. Zu der Einheit gehörten auch die kriegserfahrenen Soldaten Fritz Munz und Hermann Krimmer. In der Hoffnung, ihre Heimatstadt vor unnötiger Zerstörung bewahren zu können, entfernten sich beide unerlaubt von ihrer Einheit und fuhren mit Fahrrädern den anrückenden US-Truppen entgegen. Bei Sulzbach überquerten beide die Brücke der Lauter, welche kurz danach gesprengt wurde. Bei der Fahrt fand Munz den Tod, weil er über eine deutsche Mine gefahren war. Krimmer setzte seine Fahrt fort und erreichte die US-Truppen bei Bernhalden. Dort konnte er mit einem US-Offizier sprechen und die kampflose Übergabe von Backnang erreichen. An Munz und Krimmer erinnern heute in Backnang die beiden Straßen Fritz-Munz- und Hermann-Krimmer-Weg.

### Nachkriegszeit
1945 geriet Backnang in die Amerikanische Besatzungszone und gehörte somit zum neu gegründeten Land Württemberg-Baden, das 1952 im jetzigen Bundesland Baden-Württemberg aufging.
Am 19. Oktober 1946 detonierte ein Sprengsatz vor dem Sitz der Entnazifizierungs-Spruchkammer in Backnang. Wie sich bei den Ermittlungen herausstellte, wurde die Bombe von einer Gruppe Jugendlicher unter Führung von Siegfried Kabus gelegt. Der Gruppe gehörten auch ehemalige Napola-Schüler aus Backnang an. Bei den Anschlag wurde niemand verletzt, auch die Akten der Spruchkammer blieb unversehrt. Kabus wurde zunächst zum Tode verurteilt, allerdings wurde das Urteil später in lebenslange Haft umgewandelt.
In der Nachkriegszeit zogen viele tausend Heimatvertriebene aus den deutschen Ostgebieten und den ehemaligen Gebieten Österreich-Ungarns nach Backnang. Dadurch entwickelte die Stadt ein besonders enges Verhältnis zu den Ungarndeutschen. Dies ist auch der Grund, warum die Stadt seit 1988 eine Städtepartnerschaft mit der ungarischen Stadt Bácsalmás unterhält. Es entstanden auch viele Neubaugebiete für Vertriebene und bauwillige Neubürger: Die Plattenwald- und die Sachsenweilersiedlung entstanden um 1950. Es folgten die Taus- und Plaisir-Siedlung. Die Schöntaler Höhe wurde um 1960 aufgesiedelt, die Hochhaus-Siedlung am Dresdner Ring entstand um 1970.
1956 wurde Backnang Große Kreisstadt und Anfang der 1970er Jahre wurde sie durch Eingliederung der Nachbargemeinden Heiningen, Maubach, Strümpfelbach und Waldrems erheblich vergrößert. Bei der Kreisreform am 1. Januar 1973 verlor Backnang seine Funktion als Kreisstadt, als der Landkreis Backnang mit dem Landkreis Waiblingen zum neuen Rems-Murr-Kreis vereinigt wurde. Sitz des neuen Kreises wurde Waiblingen.
1971 wurde in Backnang das erste autonome Jugendzentrum in Deutschland gegründet.
Bei einem Wohnhausbrand im März 2013 sind acht Personen ums Leben gekommen.

### Eingemeindungen
Die folgenden Gemeinden beziehungsweise Gemeindeteile wurden in die Stadt Backnang eingegliedert:
- 1936: Sachsenweiler (Gemeinde Unterweissach)
- 1941: Steinbach
- 1. Juli 1971: Maubach[27]
- 1. Januar 1972: Heiningen und Waldrems[27]
- 20. März 1972: Strümpfelbach[27]

### Einwohnerentwicklung
Die Einwohnerzahlen sind Schätzungen, Volkszählungsergebnisse (¹) oder amtliche Fortschreibungen der jeweiligen Statistischen Ämter (nur Hauptwohnsitze).
| Jahr                 | Einwohner |
| -------------------- | --------- |
| 1500                 | ca. 2.000 |
| 1618                 | 2.500     |
| 1803                 | 4.100     |
| 1823                 | 3.980     |
| 1849                 | 4.464     |
| 1. Dezember 1871     | 4.472     |
| 1. Dezember 1880 ¹   | 5.736     |
| 1. Dezember 1890 ¹   | 6.767     |
| 1. Dezember 1900 ¹   | 7.650     |
| 1. Dezember 1910 ¹   | 8.676     |
| 16. Juni 1925 ¹      | 8.811     |
| 16. Juni 1933 ¹      | 10.069    |
| 17. Mai 1939 ¹       | 11.601    |
| 1946                 | 15.412    |
| 13. September 1950 ¹ | 18.189    |

| Jahr              | Einwohner |
| ----------------- | --------- |
| 6. Juni 1961 ¹    | 23.725    |
| 27. Mai 1970 ¹    | 27.755    |
| 31. Dezember 1975 | 29.614    |
| 31. Dezember 1980 | 29.149    |
| 25. Mai 1987 ¹    | 30.244    |
| 31. Dezember 1990 | 31.687    |
| 31. Dezember 1995 | 33.882    |
| 31. Dezember 2000 | 34.562    |
| 31. Dezember 2005 | 35.761    |
| 31. Dezember 2010 | 35.395    |
| 31. Dezember 2015 | 36.266    |
| 31. Dezember 2020 | 37.558    |

¹ Volkszählungsergebnis

## Religionen

### Evangelische Kirche

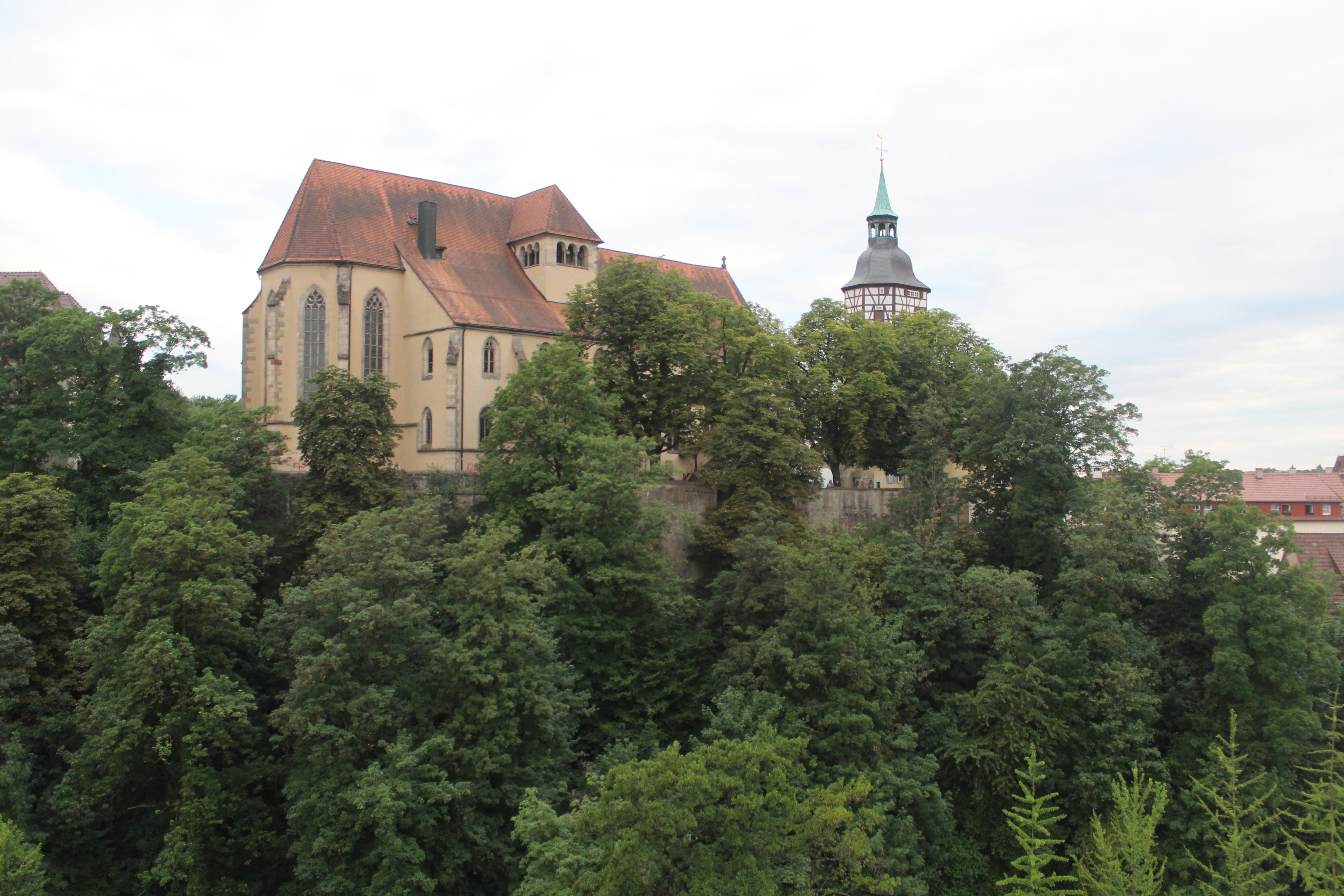
Stiftskirche St. Pankratius auf dem Burgberg

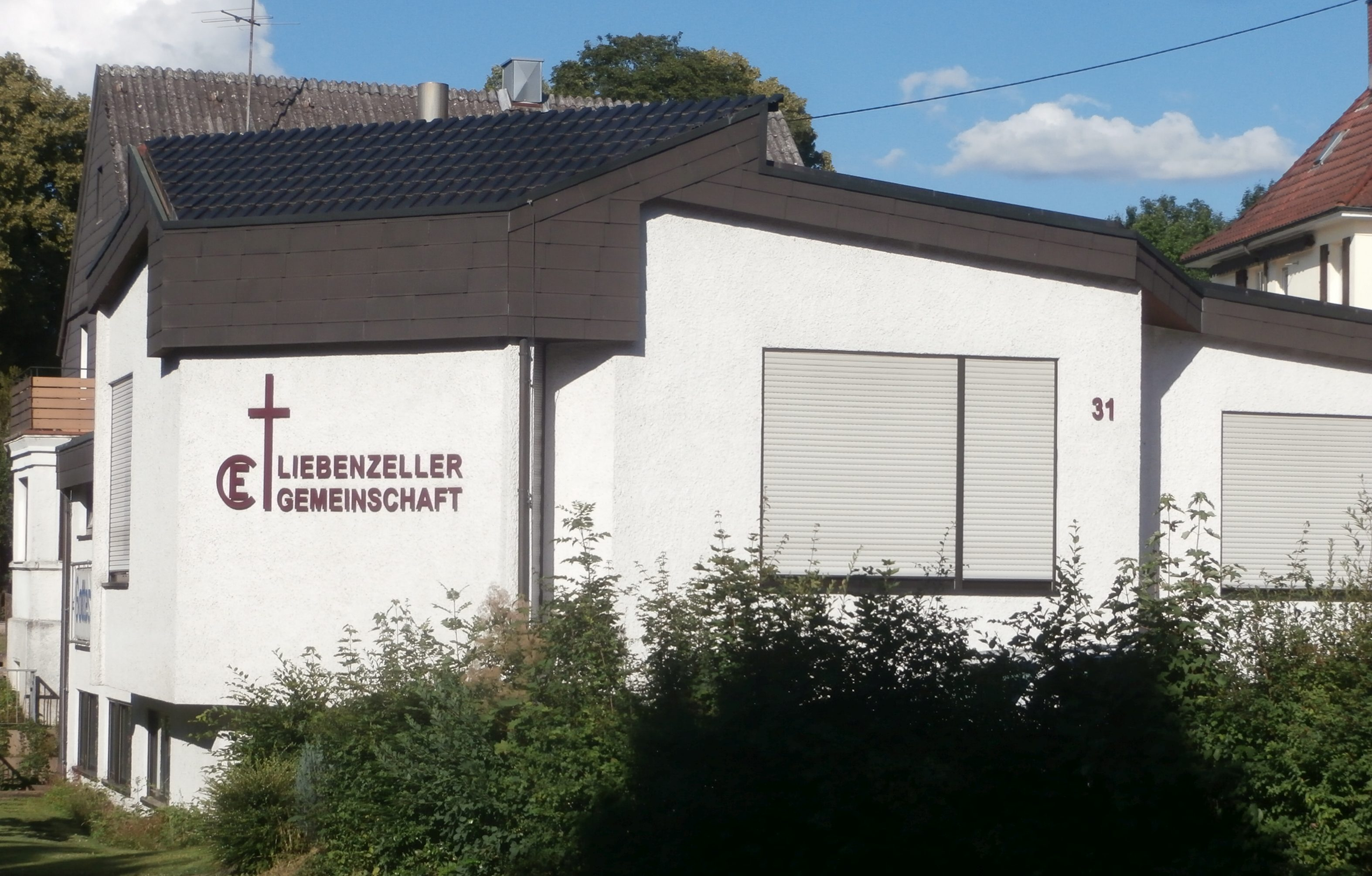
Gemeindezentrum der Liebenzeller Gemeinschaft (Annonaystraße)

Backnang gehörte zunächst zum Bistum Speyer und war dem Archidiakonat St. Guido, Kapitel Marbach zugeordnet. Infolge der Zugehörigkeit zum Herzogtum Württemberg wurde hier, wie im übrigen Württemberg, ab 1534 die Reformation eingeführt. Danach war Backnang über viele Jahrhunderte eine überwiegend protestantische Stadt. Zunächst gehörte die Kirchengemeinde zur Superintendentur Marbach, bevor Backnang 1695 Sitz eines eigenen Dekanats (siehe Kirchenbezirk Backnang) innerhalb der Evangelischen Landeskirche in Württemberg wurde. Ursprünglich gab es nur die Stiftskirchengemeinde Backnang, die auch das Totenkirchle, die ehemalige Friedhofskirche vor den Toren der Stadt, als Predigtstelle nutzt. Als die Gemeinde durch Zuzug stark anwuchs, wurden die Matthäusgemeinde (1962) und die Markusgemeinde mit einer weiteren Predigtstelle in Schöntal abgetrennt, die inzwischen ihre eigenen Kirchen haben. Alle bilden aber weiterhin die Evangelische Gesamtkirchengemeinde Backnang. Auch die heutigen Stadtteile Backnangs gehörten früher zur Württemberg und sind daher überwiegend protestantisch. Die Gemeindeglieder von Heiningen, Maubach und Waldrems gehörten ursprünglich zur Stiftsgemeinde Backnang. 1961 wurde in Waldrems eine eigene Pfarrei gegründet und eine eigene Kirche (Auferstehungskirche Heiningen) erbaut. Zur Kirchengemeinde gehört neben Waldrems und Heiningen auch Maubach (eigene Pauluskirche). Sachsenweiler wurde 1969 eine eigene Pfarrei (mit Petruskirche), zu der auch Steinbach (mit eigener Stephanuskirche) gehört. Die Gemeindeglieder von Strümpfelbach gehören bis heute zur Nachbarkirchengemeinde Oppenweiler. Neben den Kirchengemeinden gibt es auch Landeskirchliche Gemeinschaften in Backnang, nämlich die Altpietistische Gemeinschaft, die Kirche unterwegs der Bahnauer Bruderschaft e. V., die Liebenzeller Gemeinschaft und die Michael Hahn’sche Gemeinschaft.

### Evangelische Freikirchen

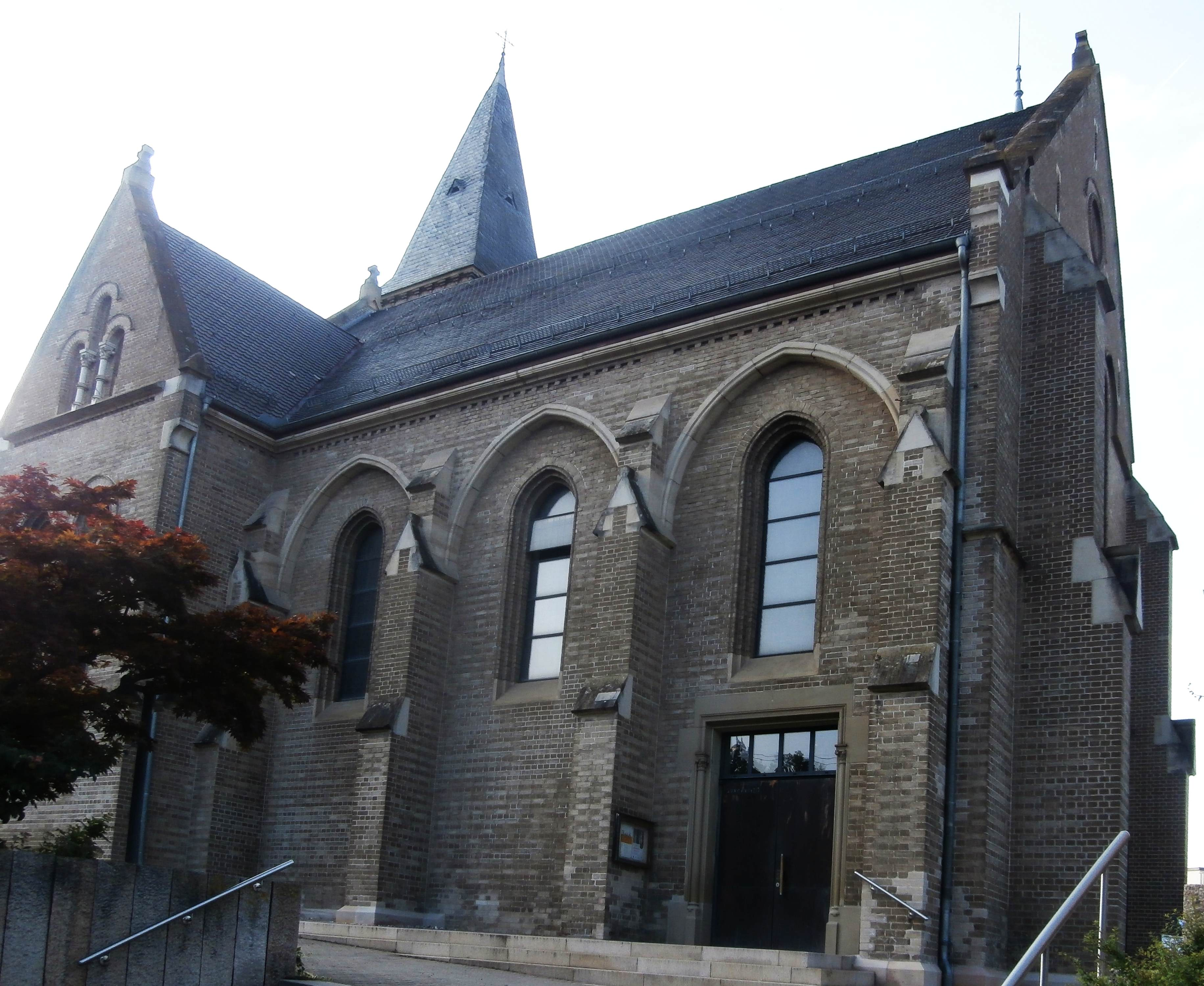
Katholische Pfarrkirche St. Johannes Baptist (Obere Bahnhofstraße)

Ferner gibt es auch einige Freikirchen, darunter die Evangelisch-methodistische Kirche (Zionskirche), die Biblische Gemeinde, die Evangelisch-Freikirchliche Gemeinde (Baptisten), eine Mennonitengemeinde mit Kirche in Sachsenweiler, die Volksmission entschiedener Christen sowie Die Christliche Gemeinde in Maubach.

### Katholische Kirche
Im 19. Jahrhundert zogen auch wieder Katholiken nach Backnang. Sie wurden anfangs von der Gemeinde Ebersberg betreut. 1894 wurde in Backnang eine eigene Pfarrei gegründet und im gleichen Jahr wurde die Kirche Johannes Baptist erbaut, die zunächst alle Katholiken im Raum Backnang betreute. Im Laufe der Zeit zogen weitere Katholiken zu und einige Nachbargemeinden wurden abgetrennt. Die Stadtteile Backnangs Germannsweiler, Heiningen, Maubach, Sachsenweiler, Schöntal, Stiftsgrundhof und Waldrems werden bis heute von der Pfarrei Johannes Baptist betreut. 1965 wurde eine zweite katholische Kirche in Backnang, die Christkönigskirche, erbaut. 1969 wurde die Christkönigskirche zur Pfarrkirche erhoben und die Pfarrei Christus König errichtet, zu der auch die Katholiken aus Steinbach gehören. Die beiden katholischen Kirchengemeinden haben sich 1973 zur Katholischen Gesamtkirchengemeinde Backnang zusammengeschlossen, die Träger der Katholischen Sozialstation und der katholischen Kindergärten ist. Zusammen mit zwei muttersprachlichen Kirchengemeinden, der kroatischen Gemeinde Sveti Ante Padovanski und der portugiesischen Gemeinde Sagrada Familia, bilden die katholischen Kirchengemeinden St. Johannes Baptist und Christus König heute die katholische Seelsorgeeinheit Backnang, die zum Dekanat Rems-Murr innerhalb der Diözese Rottenburg-Stuttgart gehört.

### Neuapostolische Kirche
Auch die Neuapostolische Kirche ist in Backnang vertreten: Ihre Kirche befindet sich in der Sulzbacher Straße.

### Griechisch-orthodoxe Kirche
Durch Zuwanderung kamen Mitte des 20. Jahrhunderts griechisch-orthodoxe Christen nach Backnang. Diese haben sich zu der Kirchengemeinde Agiou Bassileiou (Hl. Basilius) zusammengeschlossen. Das Gemeindezentrum mit Kapelle befindet sich im Seefeld 4 (Industriestraße).

### Sonstige
Die Gemeinde der Zeugen Jehovas verfügt über einen Königreichssaal in der Fabrikstraße. Weiterhin gibt es eine türkisch-islamische Gemeinde der DİTİB mit einer Moschee in der Wilhelmstraße.

## Politik

### Gemeinderat
Der Gemeinderat von Backnang hat 26 Mitglieder; er besteht aus den gewählten ehrenamtlichen Gemeinderätinnen und Gemeinderäten und dem Oberbürgermeister als Vorsitzendem. Der Bürgermeister ist im Gemeinderat stimmberechtigt. Die Kommunalwahl am 9. Juni 2024 führte zu dem in den Diagrammen dargestellten Endergebnis.
- SPD: 4
- Grüne: 4
- JLB: 2
- B&B: 1
- BfB: 3
- CIB: 0
- CDU: 7
- AfD: 4

Übersicht über die vergangenen drei Wahlen
| Parteien und Wählergemeinschaften | Parteien und Wählergemeinschaften                | % 2024  | Sitze 2024 |         | % 2019  | Sitze 2019 | % 2014 | Sitze 2014 |
| CDU                               | Christlich Demokratische Union Deutschlands      | 26,45   | 7          | 28,79   | 7       | 35,3       | 9      |            |
| SPD                               | Sozialdemokratische Partei Deutschlands          | 16,20   | 4          | 17,28   | 5       | 23,2       | 6      |            |
| Grüne                             | Bündnis 90/Die Grünen                            | 13,82   | 4          | 19,33   | 5       | 13,9       | 4      |            |
| AfD                               | Alternative für Deutschland                      | 13,69   | 4          | 8,81    | 2       | —          | —      |            |
| BfB/FDP                           | Bürgerforum Backnang/Freie Demokratische Partei* | 13,11   | 3          | 12,60   | 3       | 14,2       | 4      |            |
| JLB                               | Junge Liste Backnang                             | 5,83    | 2          | —       | —       | –          | –      |            |
| CIB                               | Christliche Initiative Backnang                  | 5,79    | 1          | 5,80    | 2       | 7,1        | 2      |            |
| B&B                               | Bürgerstimme Backnang                            | 2,43    | 1          | —       | —       | –          | –      |            |
| BD                                | Backnanger Demokraten                            | 1,62    | 0          | 3,43    | 1       | —          | —      |            |
| BDB                               | Bündnis Deutscher Bürger                         | 1,05    | 0          | —       | —       | –          | –      |            |
| BIG                               | Bündnis für Innovation und Gerechtigkeit         | –       | –          | 2,31    | 1       | —          | —      |            |
| DHDW                              | duhastdiewahl.org                                | –       | –          | 1,64    | 0       | —          | —      |            |
| UB                                | Unabhängige Bürgervereinigung                    | –       | –          | —       | —       | 4,6        | 1      |            |
| Gesamt                            | Gesamt                                           | 100 %   | 26         | 100 %   | 26      | 100 %      | 26     |            |
| Wahlbeteiligung                   | Wahlbeteiligung                                  | 56,79 % | 56,79 %    | 56,22 % | 56,22 % | 46,4 %     | 46,4 % |            |

* 2024 ohne FDP

### Bürgermeister
An der Spitze der Stadt Backnang stand ein Schultheiß, der erstmals 1231 nachweisbar ist. Die Aufsicht über die Verwaltung oblag dem Vogt. Seit 1819 trug das Stadtoberhaupt die Bezeichnung Stadtschultheiß, seit 1930 Bürgermeister und mit der Erhebung zur Großen Kreisstadt am 1. April 1956 lautet die Amtsbezeichnung Oberbürgermeister. Dieser wird von den Wahlberechtigten auf acht Jahre direkt gewählt. Er ist Vorsitzender des Gemeinderats. Sein allgemeiner Stellvertreter ist der Erste Beigeordnete mit der Amtsbezeichnung Bürgermeister.
Liste der Stadtoberhäupter (unvollständig, Amtszeiten teilweise unklar):
| - 1231: Hartmut - 1373: Cuntz Schlecht - 1551–1595: Veit Breitschwert - 1605–1615: Johann Leonhard Korn - 1611: Hans Maurer - 1616: Christoph Jäger - 1626: Veit Scheffler - 1629: Jakob Bestlin - 1635: Johann Unsinn - 1638–1646: Conrad Stählin - 1647–1648: Johann Jakob Schropp - 1648–1649: Anton Schoch - 1649: Johann Ludwig Mohl - 1659: Wilhelm Parst - 1664: Johann Georg Engel - 1698–1705: Johann Hieronymus Seefried - 1705–1710: Günther Albrecht Renz - 1711–1714: Johann Gottfried Schmid - 1715–1725: Veit Jakob Neuffer - 1726–1756: Martin Neuffer - 1757–1764: Friedrich August Hochstetter | - 1764–1766: Adolph Friedrich Weisser - 1774–1785: Johann Jacob Kübler - 1785–1794: Christian Friedrich Bazing - 1794–1795: Ludwig Gottfried Spindler - 1795–1801: Georg Jacob Müller - 1801–1822: Georg Adam Isenflamm - 1822–1845: Johann Gottlieb Karl Monn - 1845–1878: Christian Daniel Schmückle - 1878–1901: Emil Gock - 1901–1921: Hermann Eckstein - 1921–1945: Albert Rienhardt (seit 1937 NSDAP) - 1945: Wilhelm Höger - 1945: Friedrich Tränkle - 1945: Eugen Wohlfahrt (kommissarisch) - 1946–1966: Walter Baumgärtner - 1966–1986: Martin Dietrich - 1986–1994: Hannes Rieckhoff (CDU) - 1994–2002: Jürgen-Heinrich Schmidt (SPD) - 2002–2021: Frank Nopper (CDU) - seit 2021: Maximilian Friedrich (Freie Wähler) |

### Wappen und Flagge
| Wappen von Backnang | Blasonierung: „In gespaltenem Schild vorne in Silber (Weiß) drei liegende schwarze Hirschstangen übereinander, hinten in Schwarz ein blauer Reichsapfel mit goldenem (gelbem) Beschlag und Kreuz.“ |
| Wappen von Backnang | Wappenbegründung: Das erste bekannte Siegel der 1297 an Württemberg gekommenen, im Reichskrieg 1312 aber der Reichsstadt Esslingen unterworfenen Stadt zeigt in einem Abdruck von 1312 den Reichsadler. Spätere Siegel des 14. Jahrhunderts enthalten die drei Hirschstangen der nunmehr wieder württembergischen Stadtherrschaft. Während dieses Wappen 1535 in den württembergischen Farben Schwarz und Gold belegt ist, wurden die Hirschstangen von der Stadt spätestens seit dem Ende des 16. Jahrhunderts in verwechselten Farben in einem von Silber und Schwarz gespaltenen Schild geführt. Der bisher nicht sicher gedeutete Reichsapfel (vergleiche Möglingen, Landkreis Ludwigsburg) tritt 1686 als Marksteinzeichen der Stadt auf. Im 19. Jahrhundert entstand die Verbindung von Hirschstangen und Reichsapfel, die am 10. Juli 1903 als Stadtwappen festgelegt wurde. |

Die Stadtflagge ist Blau-Gelb.

### Städtepartnerschaften
Backnang unterhält mit folgenden Städten Städtepartnerschaften:
- Annonay in Frankreich, seit 1966
- Bácsalmás (dt.: Almasch) in Ungarn, seit 1988
- Chelmsford im Vereinigten Königreich, seit 1990

## Wirtschaft und Infrastruktur

### Wirtschaft
Im Zuge der Industrialisierung gewannen zunächst Unternehmen der Textilbranche an Bedeutung, darunter zu nennen Gerberei, Weberei, Spinnerei und Strickerei. Nachdem zunächst die Weberei einen Aufschwung genommen hatte, wurde die Lederindustrie zur führenden Branche. Noch heute ist von der Gerberstadt Backnang die Rede, obwohl alle großen Fabriken längst geschlossen beziehungsweise abgerissen wurden.

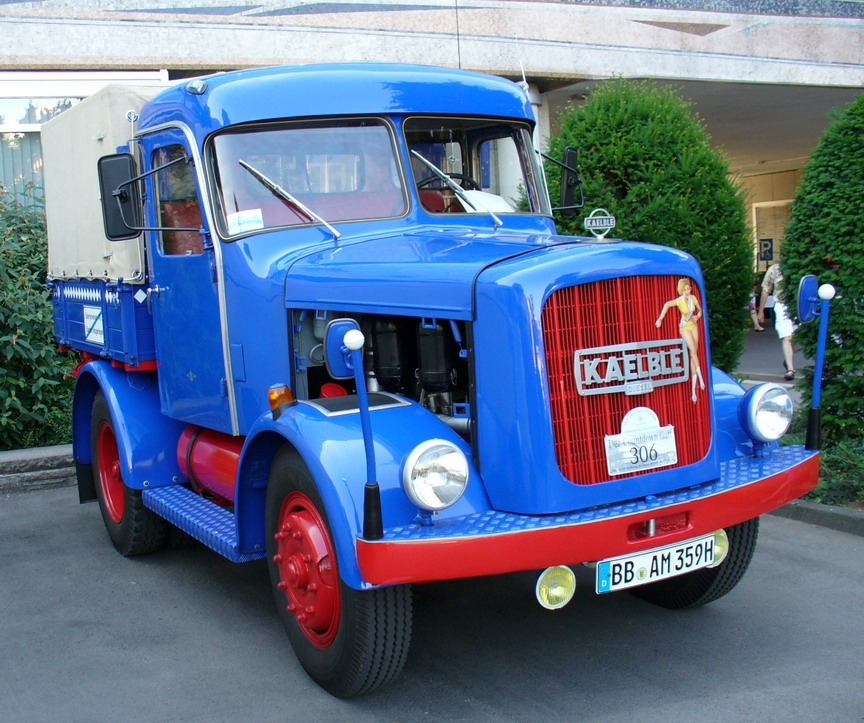
Kaelble Zugmaschine von 1953 aus Backnang

Die Spinnerei Adolff, unter anderem Hersteller von Kunstrasen, zog um die Jahrhundertwende viele Menschen nach Backnang und trug stark zum Wachstum der Stadt bei.
Dazu gesellten sich in den folgenden Jahren Unternehmen des Maschinenbaus sowie seit 1895 das Unternehmen Kaelble, ein Baumaschinen-, Motoren- und Nutzfahrzeughersteller, der vor allem durch seine Zugmaschinen für Straßenroller bekannt wurde. Seit 1989 ist d&b audiotechnik, ein Hersteller für PA-Anlagen, in Backnang ansässig und beschäftigt dort über 500 Mitarbeitende.
Weitere Unternehmen der Elektro- und Nachrichtentechnik, die aus der damaligen Niederlassung der AEG bzw. deren Nachfolgerfirma ANT Nachrichtentechnik hervorgegangen sind, prägen bis heute das Stadtbild: Ericsson, telent und Tesat-Spacecom. Das Management von Ericsson hatte in den Jahren 2007 und 2008 jedoch angekündigt, den Standort Backnang teilweise auszugliedern und eventuell zu verkleinern oder ganz zu schließen.
In Backnang befindet sich auch der Sitz der FK Automotive GmbH, die überregional für Autozubehör bekannt ist. Außerdem hat Kerling International Haarfabrik, der europäische Marktführer für Perücken, in Backnang seinen Stammsitz. Im Stadtteil Waldrems sitzt die WIRmachenDRUCK GmbH, eine Online-Druckerei für Digital- und Offsetdruck.

### Verkehr

#### Straßenverkehr

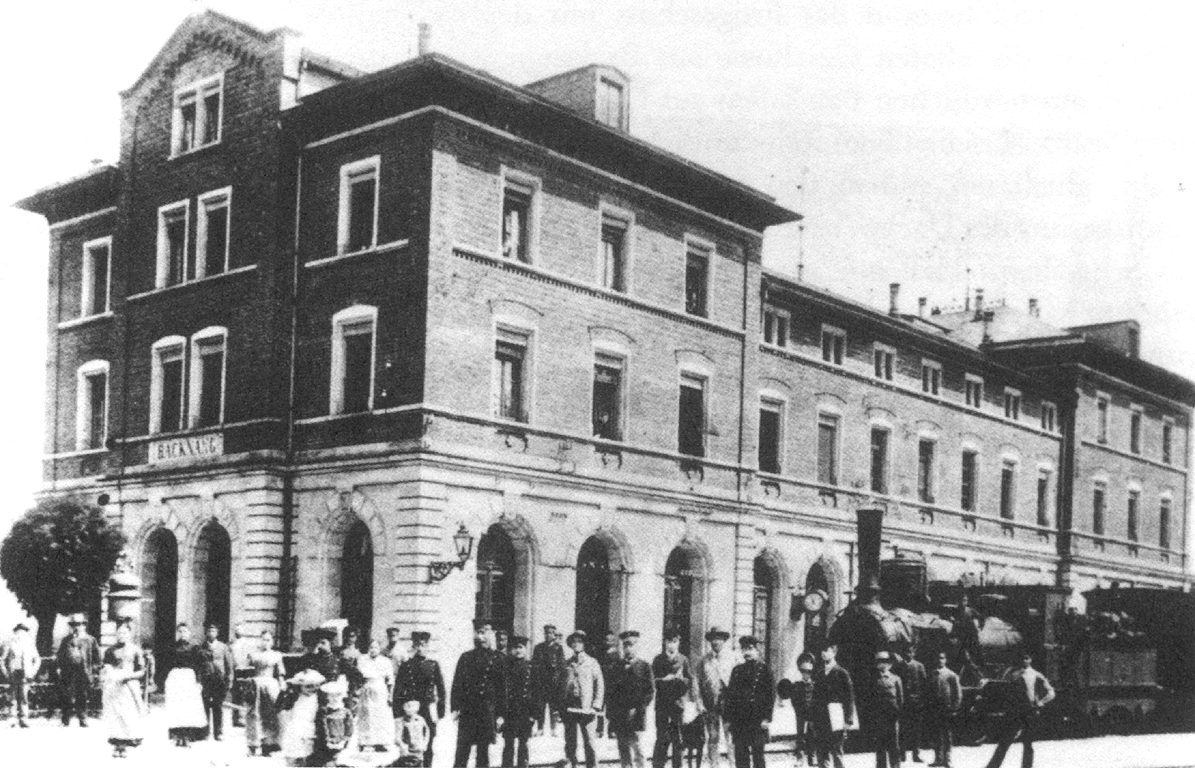
Erstes Empfangsgebäude des Backnanger Bahnhofs (um 1900)

Durch das Stadtgebiet Backnangs führen die Bundesstraße 14 Stuttgart–Nürnberg, so wie die Bundesstraße 328 Backnang–Mundelsheim. Die Bundesstraße 14 ist als Umgehungsstraße ausgebaut und führt westlich um die Kernstadt. Der Kreuzungsbereich mit der Stuttgarter Straße sowie ein etwa 700 Meter langer Abschnitt auf Höhe des Industriegebiets Lerchenäcker sind vierstreifig ausgebaut, so dass zum einen langsamere Fahrzeuge problemlos überholt werden können und zum anderen der Rückstau vor den Ampelanlagen nicht zu lang wird. Über die Bundesstraße 328 gelangt man zur nächsten Anschlussstelle der Bundesautobahn 81 in Mundelsheim im Verlauf der Strecke Stuttgart-Heilbronn.

#### Bahn- und Busverkehr
In Backnang mündet die Strecke aus Ludwigsburg in die Bahnstrecke Waiblingen–Schwäbisch Hall-Hessental ein. Der Bahnhof Backnang ist Anfangsstation der Linie S3 (Backnang–Waiblingen–Stuttgart–Flughafen) und seit Dezember 2012 auch der Linie S4 (Backnang–Marbach–Stuttgart-Schwabstraße) der S-Bahn Stuttgart.
Ein weiterer Haltepunkt der Linie S3 im Backnanger Stadtgebiet ist Maubach.
Die Friedrich Müller Omnibusunternehmen GmbH erbringt den größten Teil des Busverkehrs in Backnang und der Umgebung. Einzig die Buslinien rund um Sulzbach und Murrhardt, die teilweise auch Backnang erreichen, werden von der Omnibus-Verkehr Ruoff GmbH betrieben.
Alle Linien verkehren zu einheitlichen Preisen innerhalb des Verkehrs- und Tarifverbund Stuttgart (VVS).

#### Radverkehr
Durch eine Alltagsroute aus dem Radnetz Baden-Württemberg ist Backnang über Leutenbach und Winnenden mit Waiblingen und in der anderen Richtung über Oppenweiler, Sulzbach an der Murr und Murrhardt mit Gaildorf verbunden. 
Durch Backnang führt der Stromberg-Murrtal-Radweg, der als Landes-Radfernweg von Karlsruhe nach Gaildorf führt und damit den Rheinradweg mit dem Kocher-Jagst-Radweg verbindet. Er führt von Steinheim an der Murr über Kirchberg an der Murr an Burgstetten (Burgstall und Erbstetten) nach Backnang und weiter nach Murrhardt.
Backnang ist Mitglied der AGFK (Arbeitsgemeinschaft Fahrrad- und Fußverkehrsfreundlicher Kommunen) in Baden-Württemberg.

#### Flugverkehr
Im Stadtteil Heiningen liegt der Flugplatz Backnang-Heiningen.

### Medien
In Backnang erscheint als Tageszeitung die Backnanger Kreiszeitung und als Wochenblatt jeweils am Donnerstag das Backnanger Wochenblatt.

### Gericht, Behörden und Einrichtungen
Backnang hat ein Amtsgericht, das zum Landgerichts- und Oberlandesgerichtsbezirk Stuttgart gehört, ferner ein Finanzamt, ein Arbeitsamt, eine Prüfstelle des TÜV, das Landwirtschaftsamt für den Rems-Murr-Kreis und eine Außenstelle des Landratsamts Rems-Murr-Kreis.
Die Stadt ist auch Sitz des Kirchenbezirks Backnang der Evangelischen Landeskirche in Württemberg und des Dekanats Backnang des Bistums Rottenburg-Stuttgart, das zum Dekanatsverband Rems-Murr gehört.
In Backnang ist auch einer der beiden Rems-Murr-Ortsverbände des Technischen Hilfswerks ansässig.

### Bildung

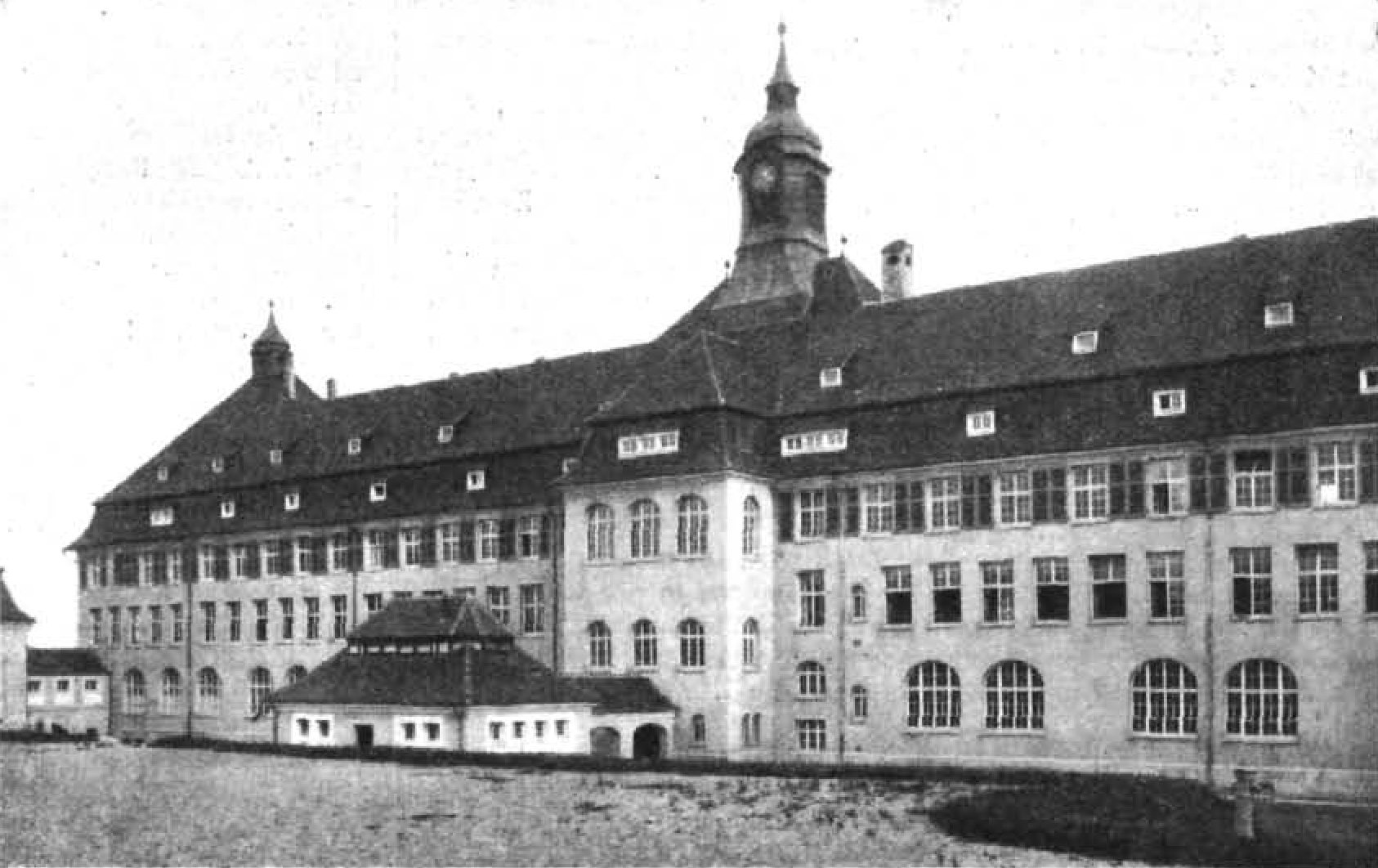
Mörikeschule in Backnang, Hauptgebäude.

Backnang besitzt zwei Gymnasien (Max-Born-Gymnasium und Gymnasium in der Taus), zwei Realschulen (Max-Eyth- und Schickhardt-Realschule), drei Grund- und Hauptschulen mit Werkrealschule (GHS in der Taus, Mörikeschule und Talschule Heiningen-Waldrems), eine Förderschule (Pestalozzischule), eine Waldorfschule und vier Grundschulen (Plaisir-GS, Schillerschule, GS Maubach und GS Sachsenweiler).
Der Rems-Murr-Kreis ist Schulträger dreier Beruflicher Schulen: die gewerbliche Schule, unter anderem mit einem Technischen Gymnasium, die Eduard-Breuninger-Schule (kaufmännische Schule, unter anderem mit Wirtschaftsgymnasium) und die Anna-Haag-Schule, eine haus- und landwirtschaftliche Schule.
Die beiden privaten Schulen (Freie Waldorfschule Backnang e. V. und Evangelische Fachschule für Altenpflege Staigacker der Stiftung Altenheime Backnang und Wildberg) runden das schulische Angebot in Backnang ab.
Im Bereich der Erwachsenenbildung ist Backnang Sitz der Volkshochschule Backnang, die auch das Umland versorgt und zehn Außenstellen betreibt. Zudem gibt es die nicht-akademischen Fernschulen Deutsches eLearning Studieninstitut (DeLSt) und Academy of Sports, sowie die staatlich anerkannte Europäische Hochschule für Innovation und Perspektive (EHiP).

## Kultur und Sehenswürdigkeiten

### Theater
Im Backnanger Bürgerhaus gibt es Opern- und Schauspielvorführungen sowie Bälle und Tagungen. Das Bandhaus Theater Backnang auf dem Burgberg steht seit Sommer 2013 unter der Leitung von Jasmin Meindl und Juliane Putzmann. Dort wird seitdem zeitgenössisches Theater und Bürgertheater praktiziert. Erfolgreiche Produktionen waren zuletzt eine Version des Bürgertheaters von William Shakespeares Stück „Was ihr wollt“ und aktuell das Stück „Kannst Du schweigen? Ich auch“, das sich mit dem Mord an Backnanger Bürgern im Jahr 1940 in der Tötungsanstalt Grafeneck auseinandersetzt. Ebenfalls auf dem Burgberg befindet sich das Galli-Theater, das Theaterstücke und theaterpädagogische Angebote für Kinder und (vorwiegend vergnügliche) Theaterstücke sowie Kurse für Erwachsene bietet.

### Museen
Das Schmiedemuseum am Burgplatz in einer ehemaligen Schmiede ist ein Handwerkermuseum, das die Arbeits- und Lebensweise des Schmieds darstellt. Im Backnanger Stadtturm ist eine stadtgeschichtliche Ausstellung zu sehen. Das Museum-Scheuerle in einer ehemaligen Scheune zeigt unter anderem landwirtschaftliche Geräte und Maschinen sowie eine alte Schuhmacher-Werkstatt und einen Webstuhl. Das Rundfunkmuseum „Manfred von Ardenne“ ist eine private Sammlung der Unternehmerfamilie Burgel zur Geschichte des Radios. Das Ungarndeutsche Heimatmuseum zeigt Kultur, Geschichte und Lebensweise der vertriebenen Ungarndeutschen. Das Grafik-Kabinett wartet mit bedeutenden Stichen von Lucas Cranach dem Älteren und Albrecht Dürer auf. Zeitgenössische Kunst in Wechselausstellungen ist in der Galerie der Stadt Backnang im Turmschulhaus zu sehen, unter anderen von bekannten Künstlern wie Neo Rauch, Ilya Kabakov, Tim Eitel, Eberhard Bosslet und Markus Oehlen. Das Technikforum Backnang ist ein Museum, das in der von 1938 bis 1939 gebauten, ehemaligen Fertigungshalle der Firma Kaelble untergebracht ist. Es beschreibt die Industriegeschichte der Stadt Backnang hinsichtlich der Themenbereiche Nachrichtentechnik, Gerberei, Spinnerei und der Firma Kaelble.

### Musik
Ein seit mehr als 40 Jahren bestehendes selbstverwaltetes Jugendzentrum veranstaltet regelmäßig Konzerte aus den Bereichen Independent und Punkrock. Die 1984 gegründete Metal-Band Totenmond stammt aus Backnang. Die Sängerin Vanessa Mai wurde in Backnang geboren und lebt dort.

### Bauwerke

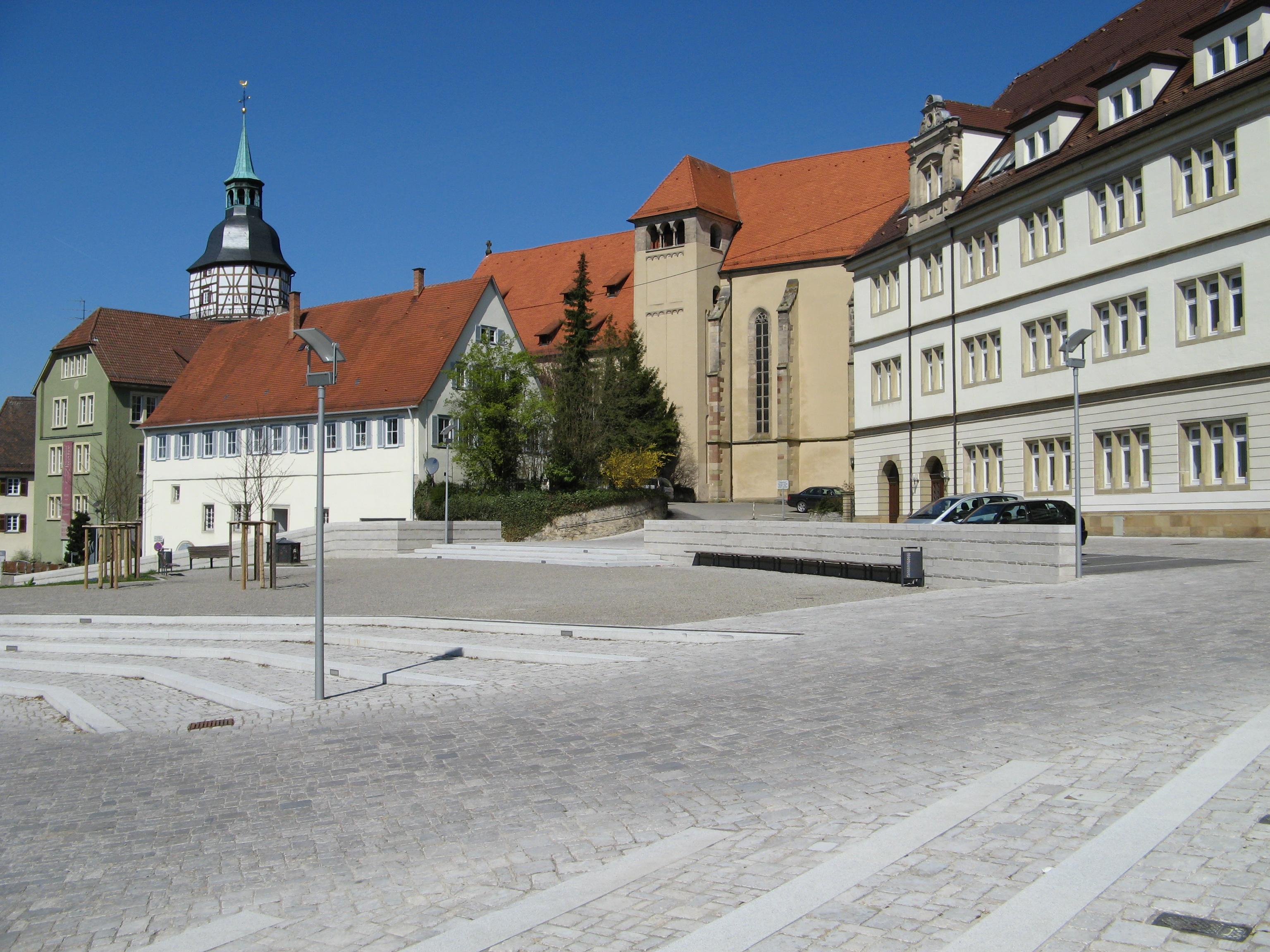
Blick in den Stiftshof: ganz links das Bandhaus, dahinter der Stadtturm, rechts davon die Stiftskirche und ganz rechts das Amtsgericht

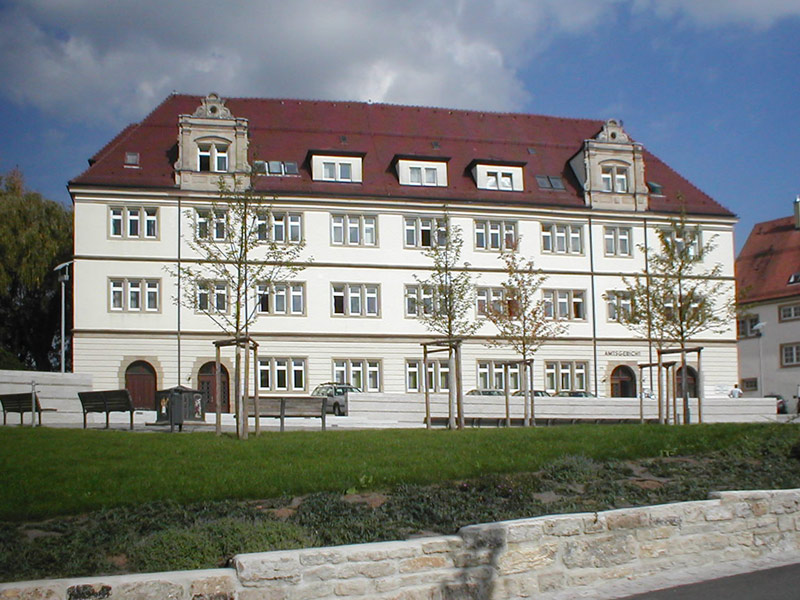
Amtsgericht, ehemaliges herzogliches Schloss

Die evangelische Stiftskirche St. Pankratius bildet zusammen mit dem Stadtturm ein Ensemble. Von der romanischen Kirche des 1116 gegründeten Augustiner-Chorherrenstifts aus dem 12. Jahrhundert sind die Chorflankentürme und der spätgotische Chor erhalten. Die Kirche war Grablege der Markgrafen von Baden von Anfang des 12. Jahrhunderts bis etwa 1240. Das Langhaus wurde nach einem Brand von 1693 im Jahr 1697 in einfacherer Form wiederaufgebaut. Vor der Kirche ist eine historische Kirchenglocke von 1739 aufgestellt. Die Stiftskirche ist seit der Reformation die Hauptkirche der evangelischen Kirchengemeinde, westlich von ihr schließt sich der sogenannte Freithof an.
Der Stadtturm ist der Rest der ehemaligen Pfarrkirche St. Michael. Der gotische Chor enthält über dem Wildschweinkapitell eine furchteinflößende Blattmaske. Der 45 Meter hohe Chorturm entstand im 13. Jahrhundert und wurde nach dem Brand von 1693 um zwei Fachwerkgeschosse und einer Dachhaube ergänzt. Daneben entstand am Markgrafenhof 1816/17 das sogenannte Turmschulhaus in Fachwerkbauweise. Beide dienen heute als Galerie der Stadt Backnang.
Der an die Stiftskirche östlich anschließende Stiftshof ist der um 1600 erbaute Witwensitz des Hauses Württemberg. Das Hauptgebäude am Stiftshof war einst das herzogliche Schloss, diente nach dem Brand 1693 als Fruchtkasten und heute als Amtsgericht. Außerdem befindet sich am Stiftshof die ehemalige Stiftskellerei, die ebenfalls im Anschluss an den Brand 1693 wiederaufgebaut wurde, nach 1806 als Kameral- und Finanzamt diente und heute Teile der Stadtverwaltung beherbergt. Die ehemalige herzogliche Küche war später Amtsgefängnis und beherbergt heute ebenfalls Verwaltungsräume. Auf dem Stiftshof befindet sich noch ein schmuckvoller Brunnenkasten von 1713.
Das Rathaus ist ein Fachwerkbau aus dem Jahr 1716, das auf dem alten Sockel von 1599 erstellt wurde und das auf der dem Stadtturm zugewandten Giebelseite ein charakteristisches Glockentürmchen trägt. Auf dem Marktplatz befindet sich noch einer von einst drei alten Rathausbrunnen. Das historische Backnanger Stadthaus, ebenfalls ein Fachwerkgebäude, war einst Sitz des württembergischen Vogts. Zu den markanten Fachwerkbauten der Stadt zählt auch das alte Stadtschulhaus. Die Innenstadt ist darüber hinaus reich an weiteren Fachwerkgebäuden. Backnang ist eine Station der Deutschen Fachwerkstraße.

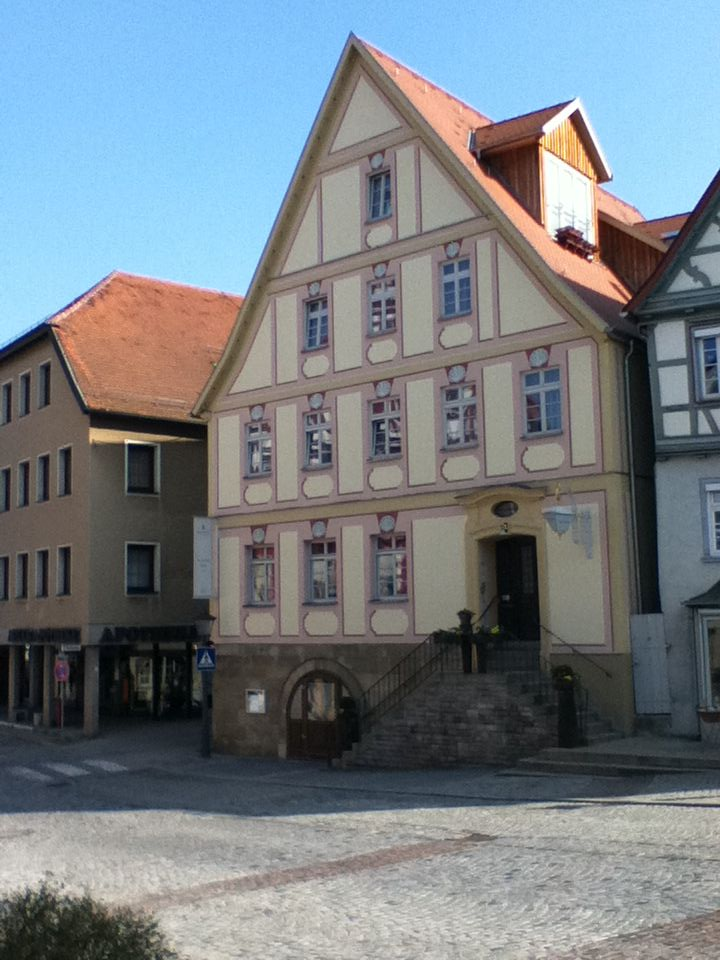
Das Backnanger Stadthaus

Das Totenkirchle wurde 1452 als Friedhofskirche errichtet. Vom einstigen Friedhof ist nichts mehr zu sehen, durch das Anwachsen der Stadt befindet sich die einstmals außerhalb der Stadtmauern gelegene Kirche inzwischen im Innenstadtbereich.
Die römisch-katholische Stadtkirche St. Johannes wurde 1893/94 im Stil der Neogotik erbaut und 1946 im Inneren erneuert.
In Backnang befinden sich zwei historische Schulgebäude, das Zentralschulhaus von 1891 (erweitert 1914) und das ehemalige Lehrerseminar, erbaut 1906 bis 1909.
An verschiedenen Stellen sind noch Überreste der Stadtmauer aus dem 13. Jahrhundert erhalten.
In den 1960er-Jahren wurden die katholische Christkönig-Kirche und die evangelische Matthäuskirche im Gebiet der Neubaustadtteile Plaisir, Taus und Plattenwald neu erbaut.

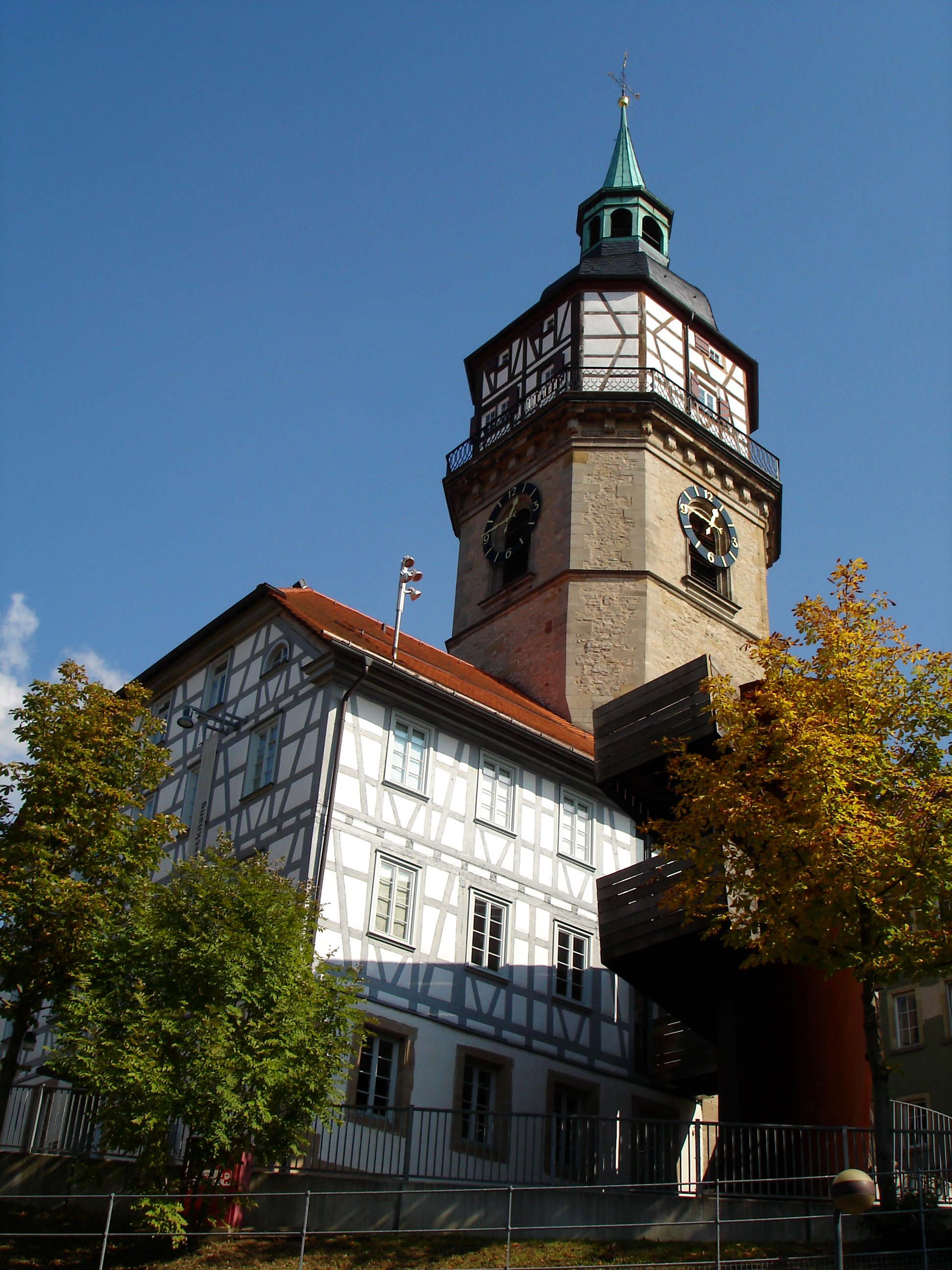
Stadtturm
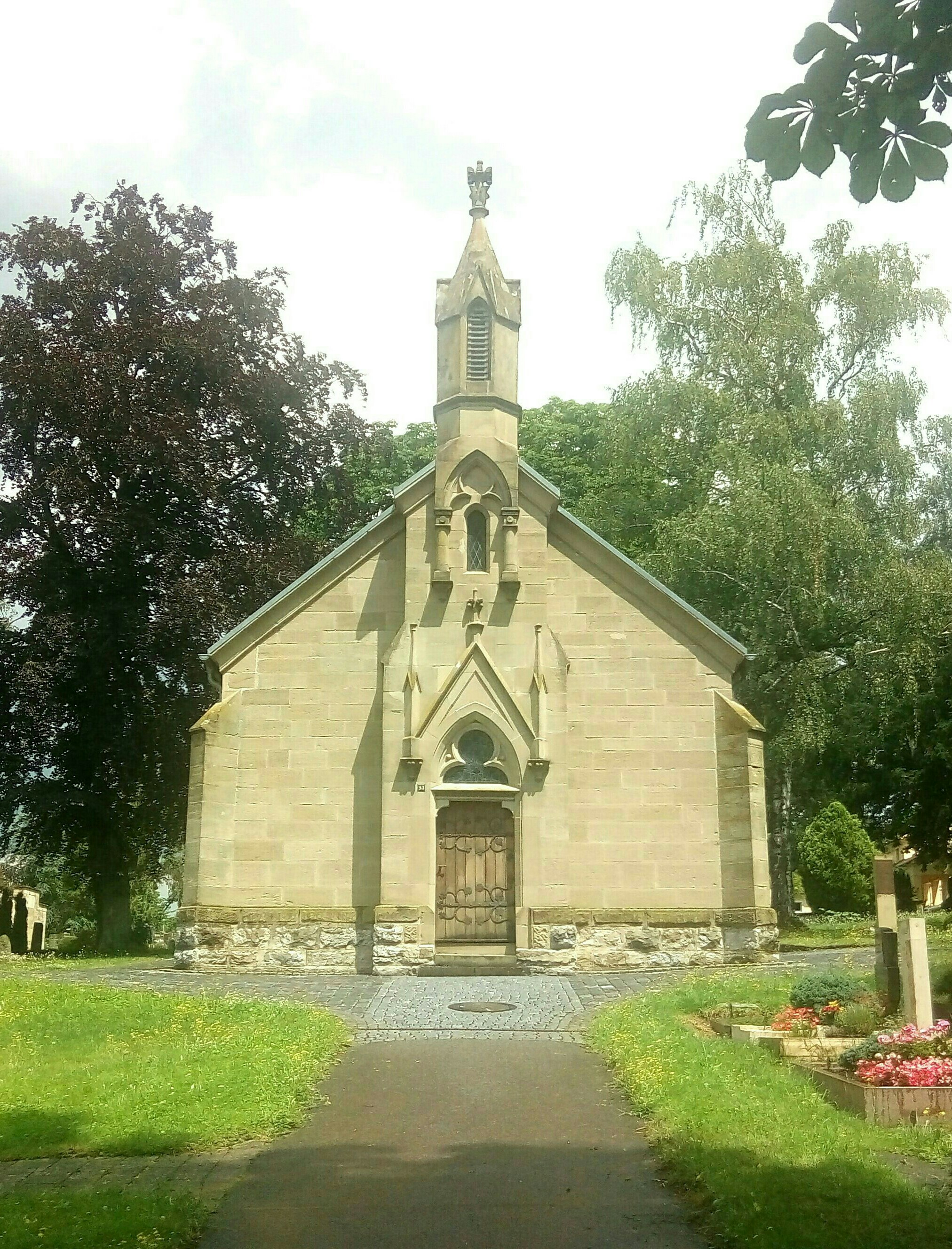
Neugotische Friedhofskapelle
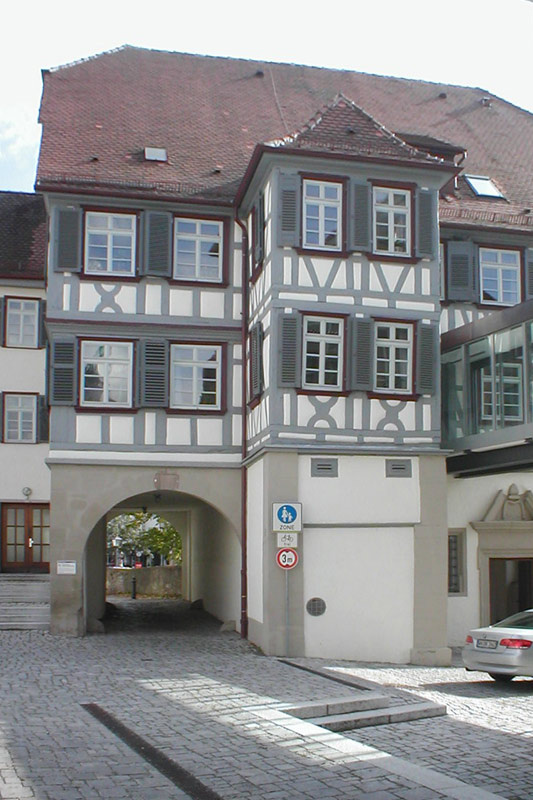
Stiftskellerei
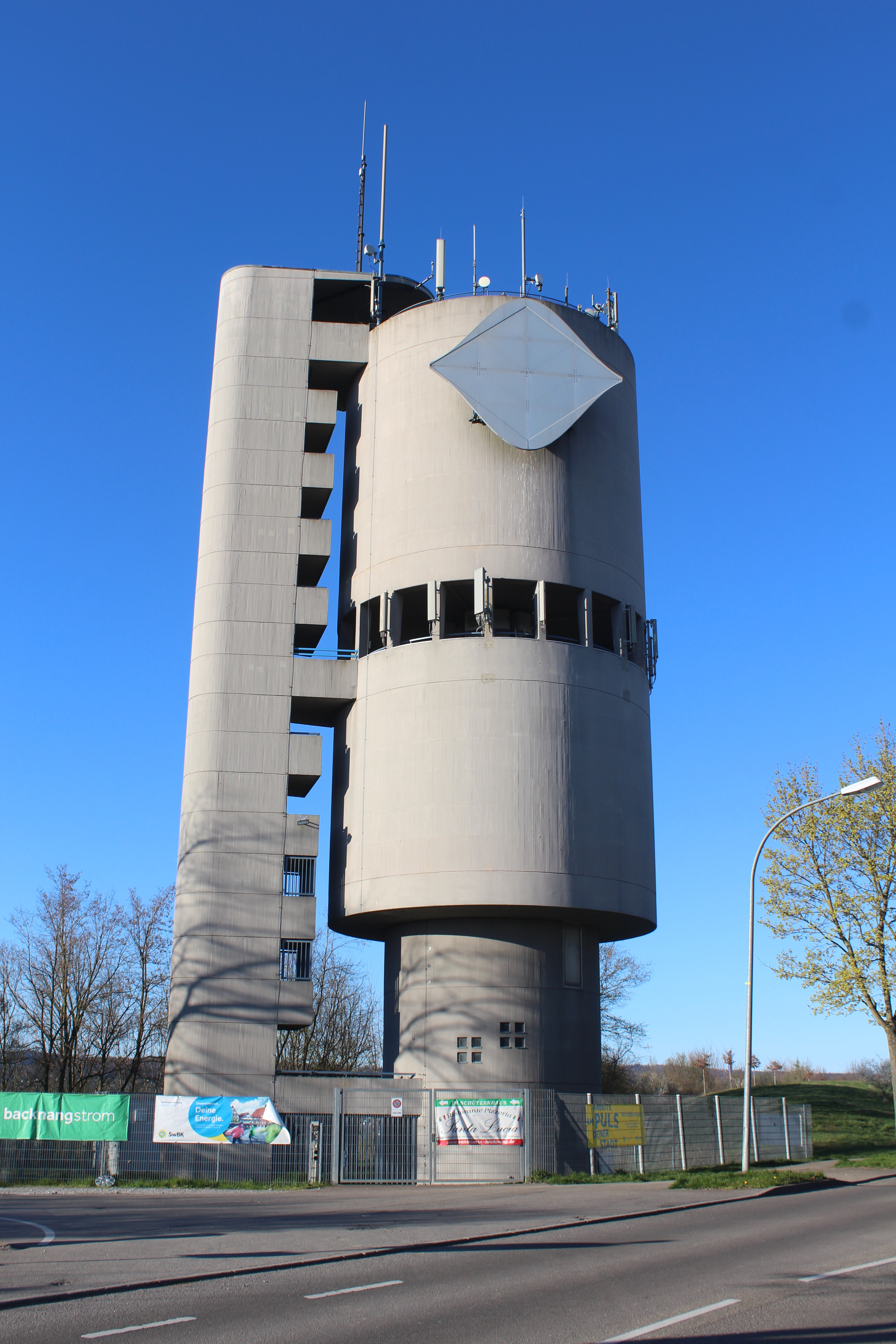
Wasserturm
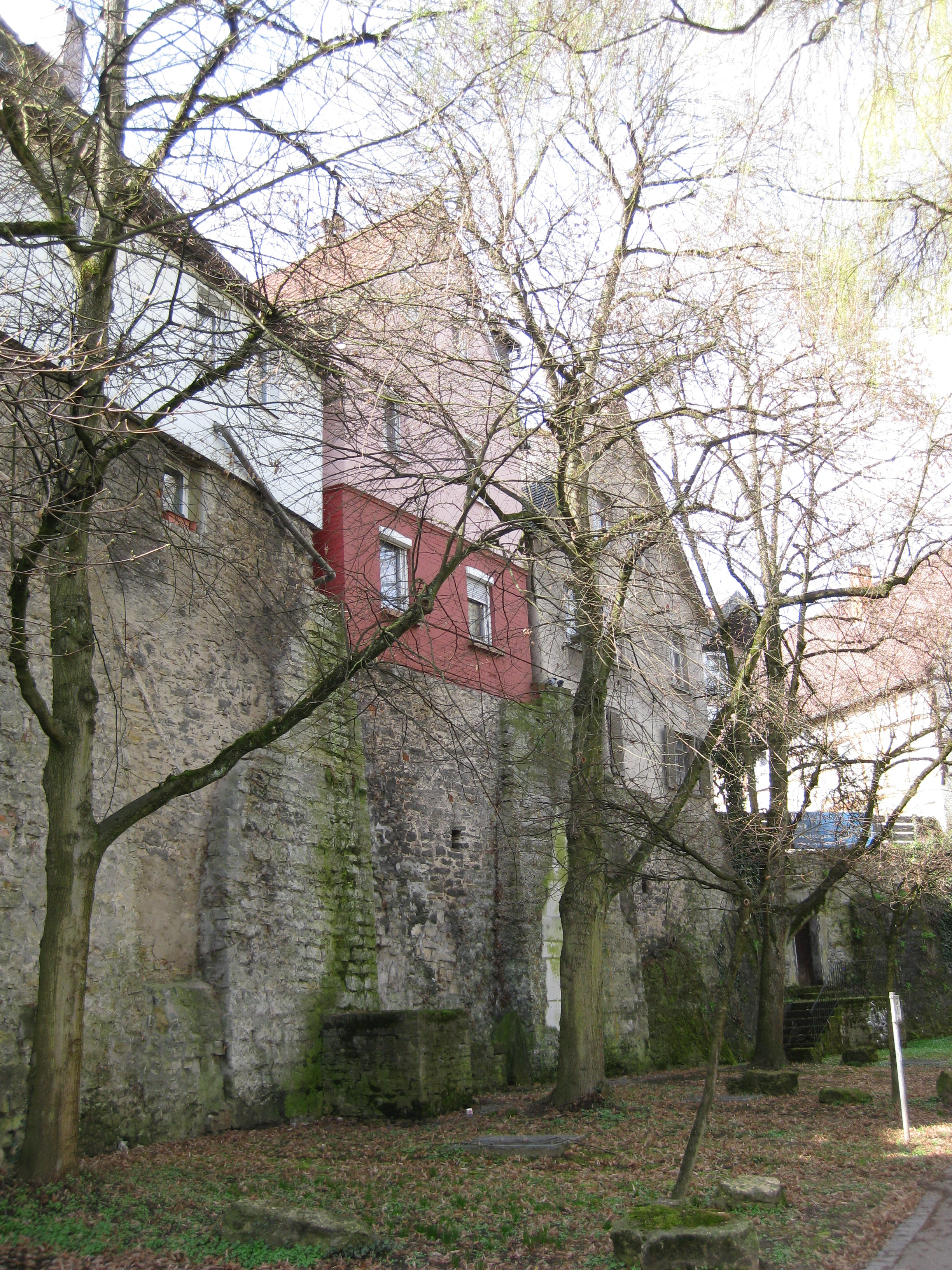
Reste der Stadtmauer
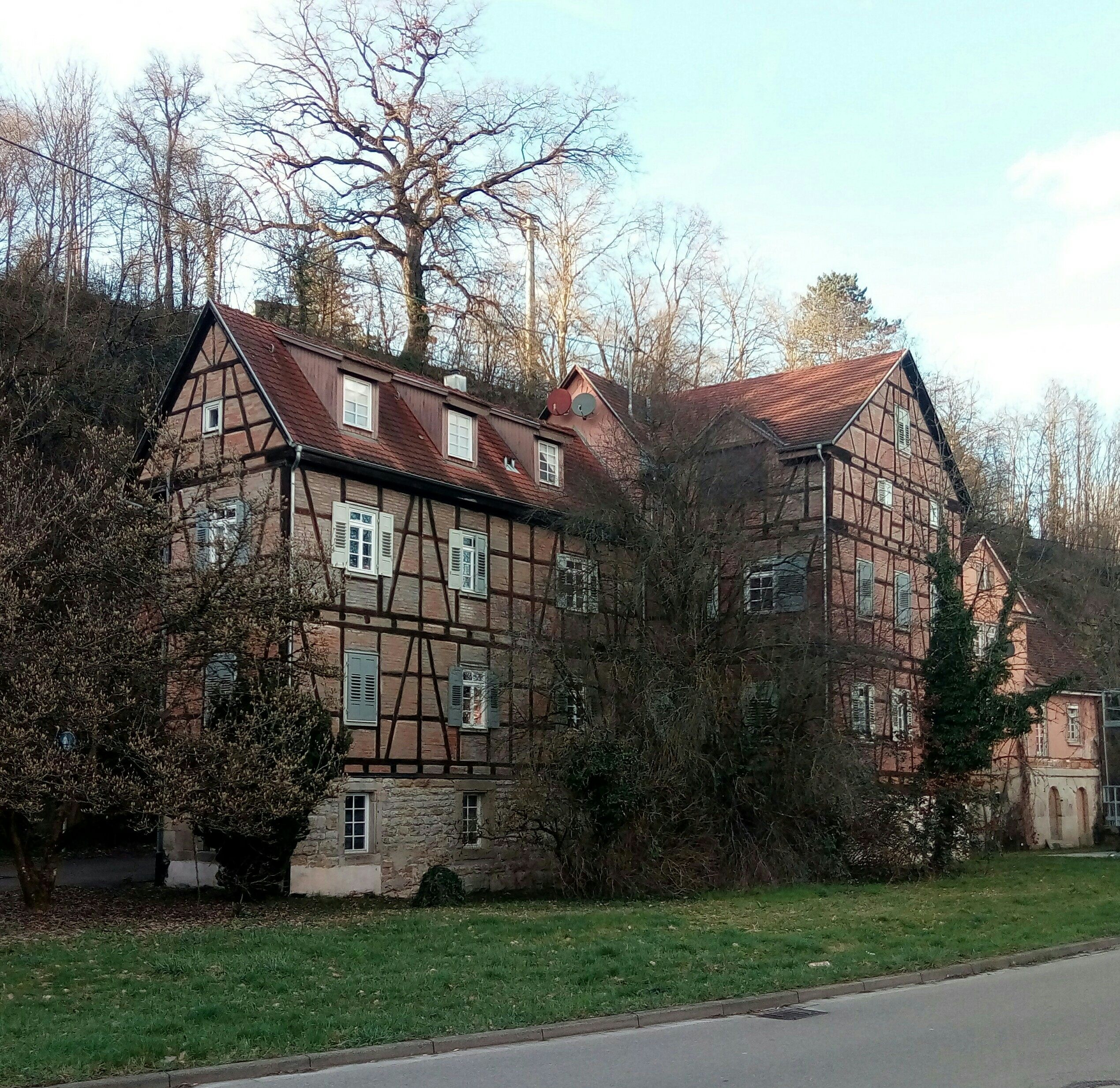
Lohmühle Winter
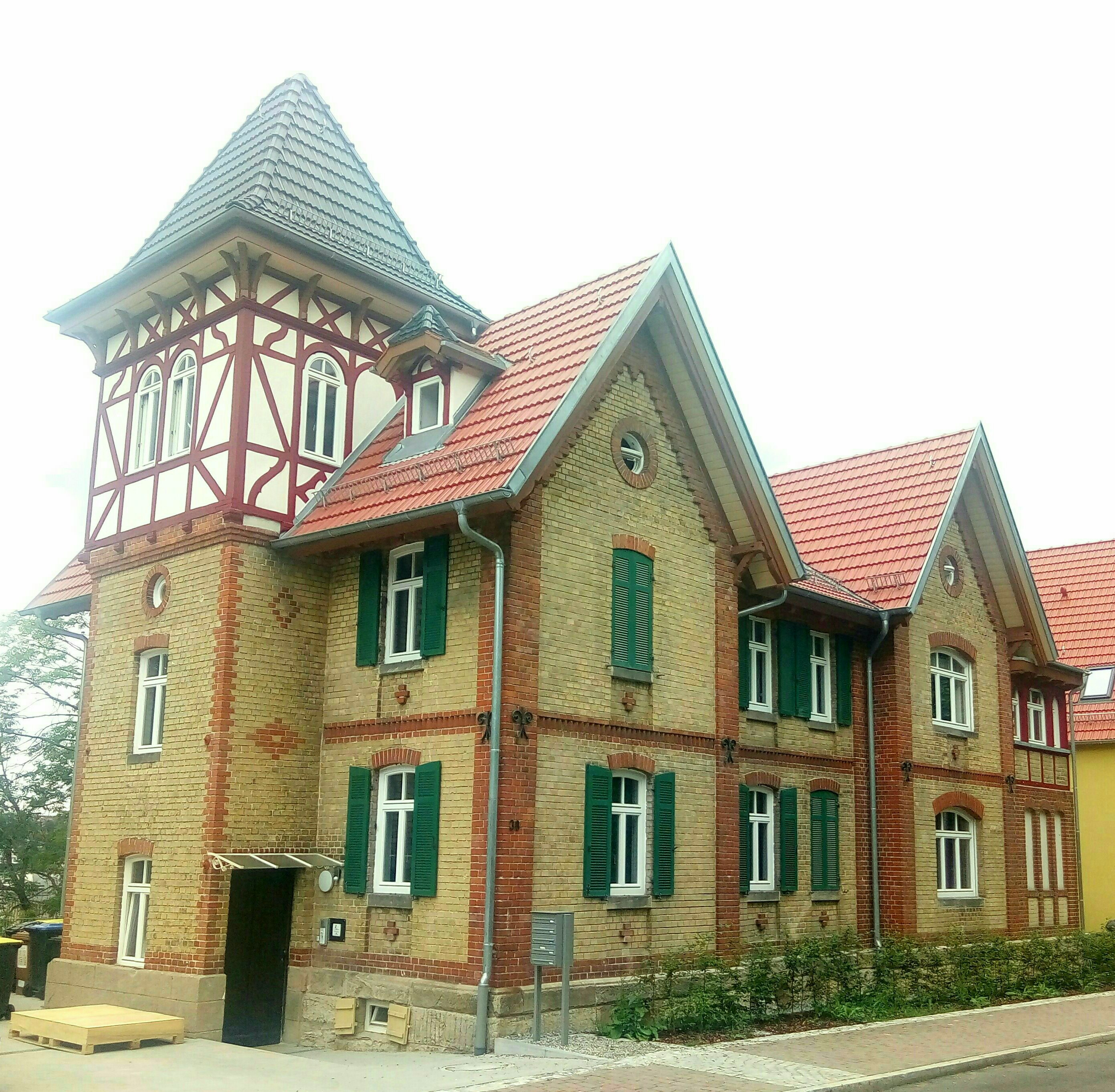
Villa Hämmerle
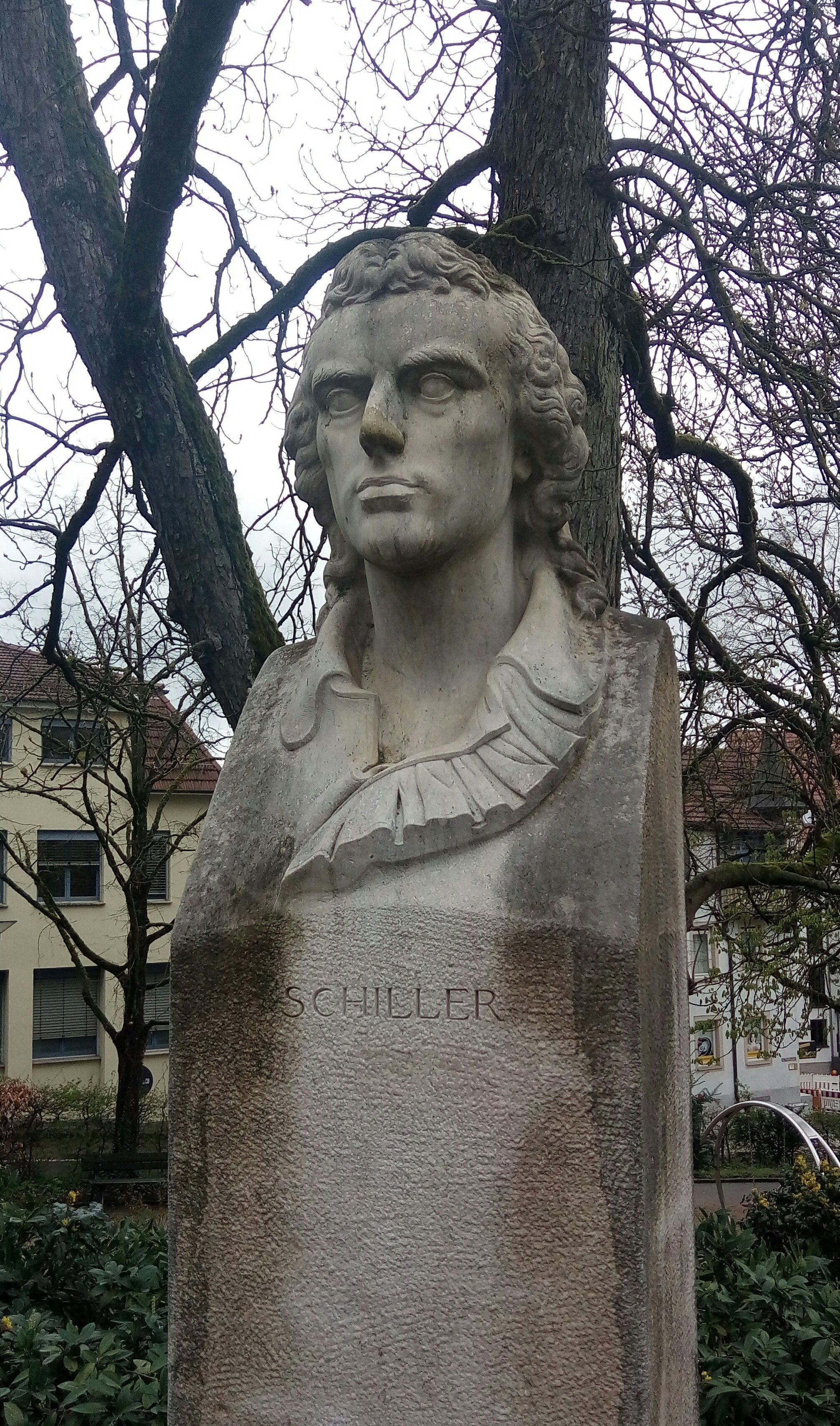
Schiller-Denkmal am Schillerplatz
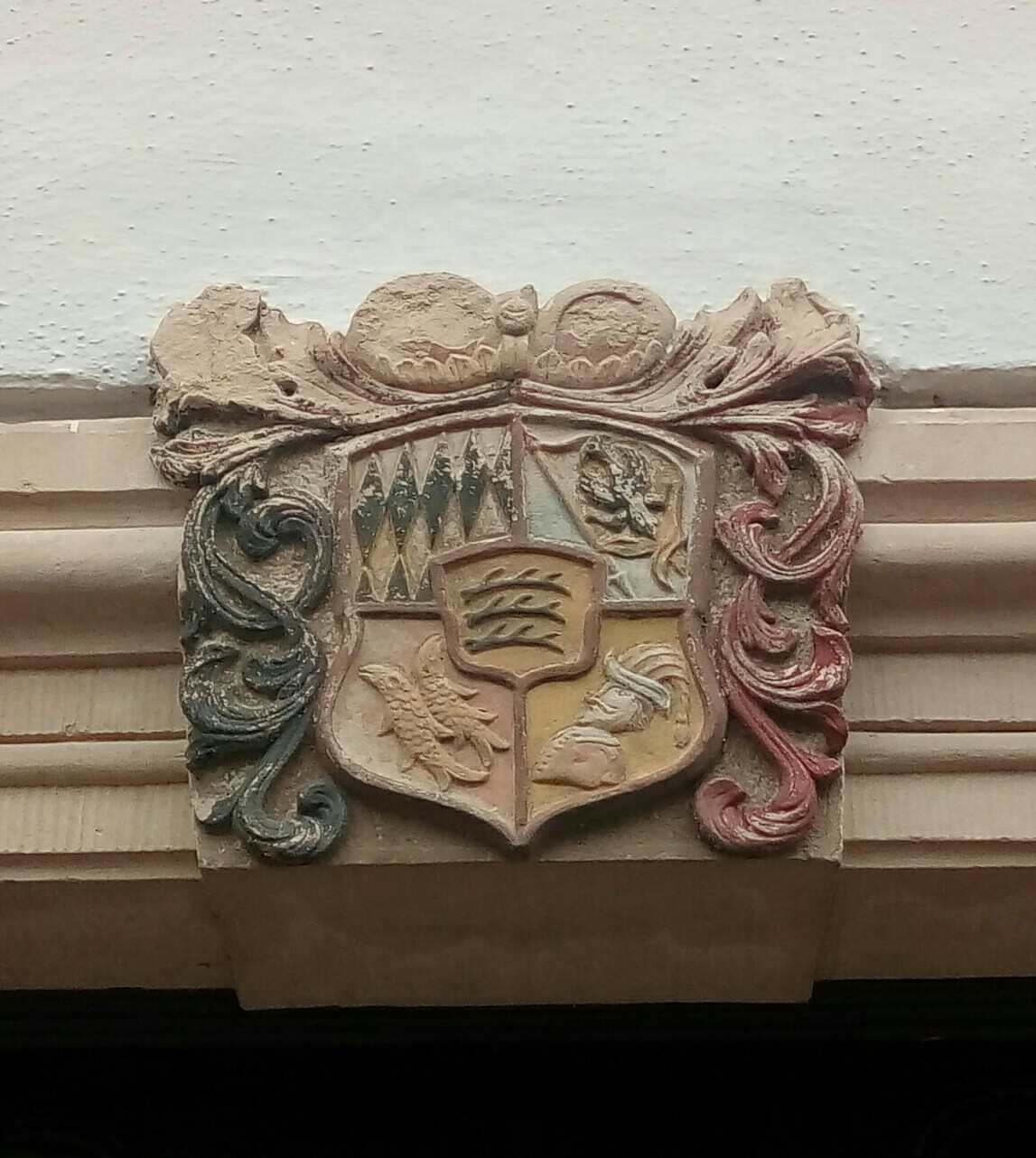
Wappen des Herzogtums Württemberg am Bandhaus-Theater
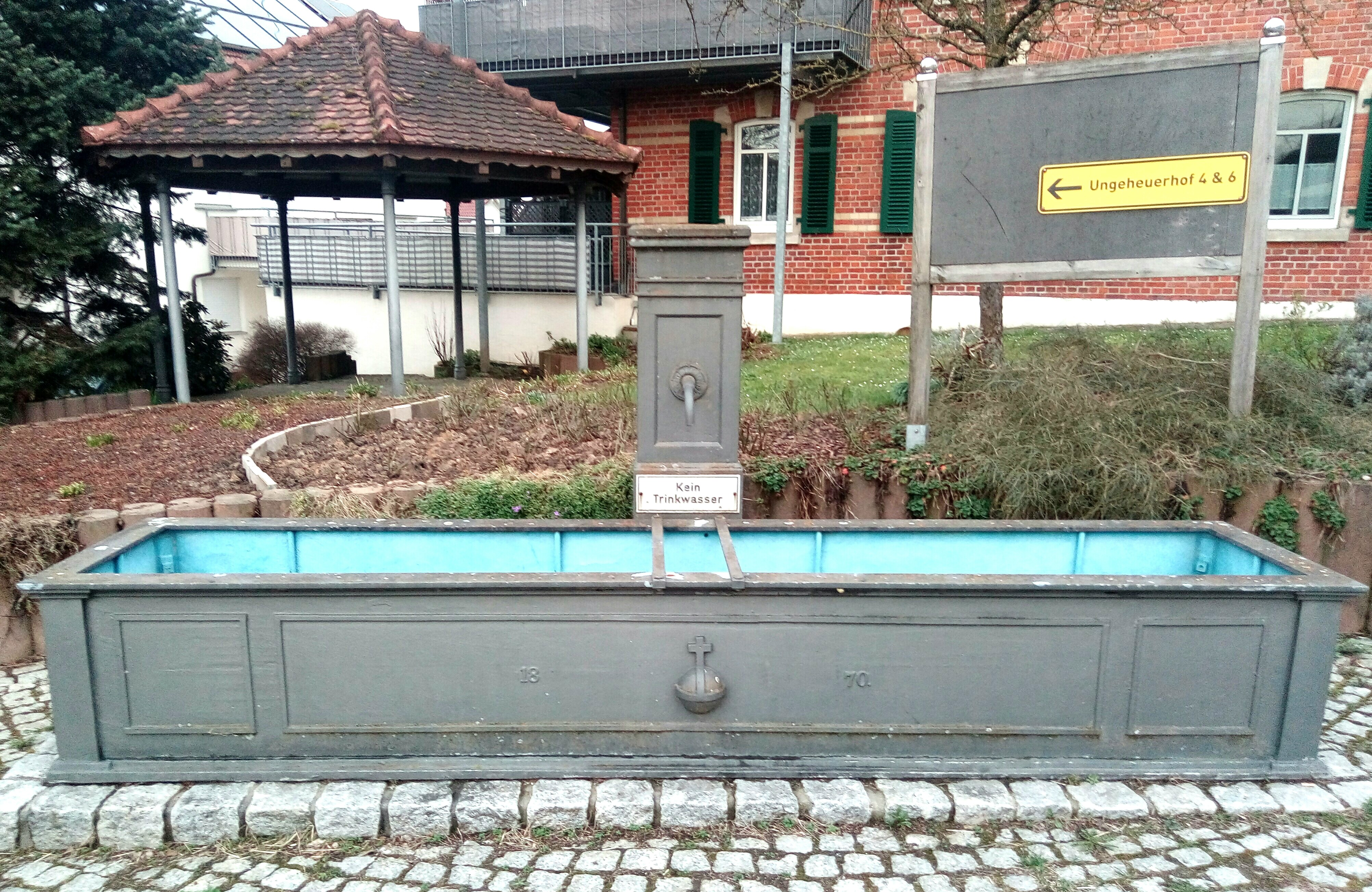
Brunnen von 1870 im Ungeheuerhof

Der Wasserturm am nördlichen Stadtrand ist ein architektonisches Zeugnis des Brutalismus. Der denkmalgeschützte Turm entstand zwischen 1959 und 1961 nach Plänen von Helmut Erdle.

### Parks
Auf dem Gelände des ehemaligen Hallenbades entstand zwischen 2016 und 2017 der Annonay-Garten. Hierbei handelt es sich um einen Park mit Erholungs- und Spielangeboten.

### Sport
Die TSG Backnang ist mit rund 4.350 Mitgliedern der größte örtliche Sportverein.
2021 hatte sich die Stadt zusammen mit dem Rems-Murr-Kreis und den Städten Winnenden und Waiblingen als Host Town für die Gestaltung eines viertägigen Programms für eine internationale Delegation der Special Olympics World Summer Games 2023 in Berlin beworben. 2022 war die Stadt als Gastgeberin für Special Olympics Bermuda ausgewählt worden. Es waren 35 Personen angekündigt. Damit wurde die Stadt Teil des größten kommunalen Inklusionsprojekts in der Geschichte der Bundesrepublik mit mehr als 200 Host Towns.

### Freizeit- und Erholungsmöglichkeiten
Die am 10. Dezember 2012 eröffneten Murrbäder Backnang Wonnemar befinden sich im Osten der Stadt nahe dem namensgebenden Fluss. Das Wonnemar bietet unter anderem ein großes Schwimmbecken, eine Röhrenrutsche und einen Kinderbereich („Wonni-Land“). Angeschlossen sind ein Spa- und ein großer Sauna-Bereich mit Blockhaus- und Erdsauna, Dampfbad und Kneippbecken. In direkter Nachbarschaft befindet sich das Backnanger Mineralfreibad, das mit dem Erlebnisbad über eine Fußgängerbrücke verbunden ist.
Im Umland der Stadt existieren viele Wandermöglichkeiten, so führt der 84 km lange Rundwanderweg ’s Äpple einmal rund um Backnang.

### Regelmäßige Veranstaltungen

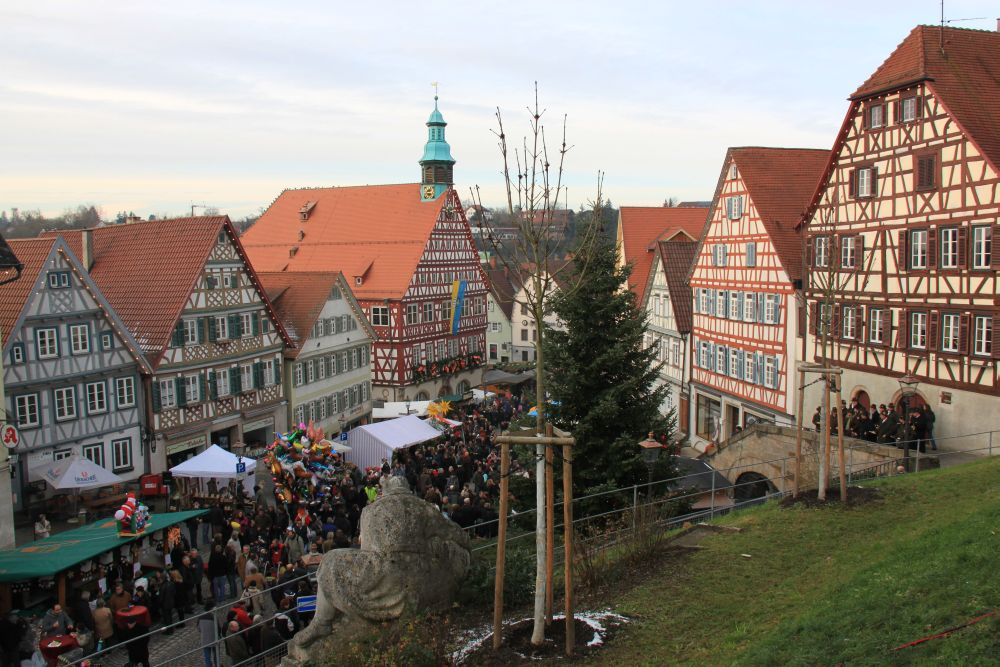
Weihnachtsmarkt 2010

- Backnanger Silvesterlauf – 31. Dezember, seit 1985
- Frühlingsfest Backnanger Tulpenfrühling – Aktion des Stadtmarketing-Vereins mit verkaufsoffenem Sonntag am ersten Wochenende im April, seit 1999
- City Triathlon Backnang – Ende April/Anfang Mai, seit 2012 (früher Backnanger City Duathlon)
- Backnanger Straßenfest – Das älteste und größte Straßenfest in Baden-Württemberg, am letzten vollständigen Wochenende im Juni, bei dem der Montag auch noch im Juni liegt, Freitag bis Montag, seit 1971
- Nachwuchsfestival Talente ans Mikrofon – im Rahmen des Straßenfestes, seit 1971
- Juze Murr-Regatta des Jugendzentrums Backnang – zwei Wochen nach dem Straßenfest, seit 1985
- Internationaler Kulturmarkt – Ende Juli, seit 1984
- Backnanger Weindorf – Ende August, seit 2003
- Backnanger Gänsemarkt – Verkaufsoffener Sonntag mit Kulturprogramm und verschiedenen Eventbühnen, jeweils am letzten Sonntag im Oktober, seit 1986[48]
- Backnanger Weihnachtsmarkt – am ersten Adventswochenende, seit 1981

## Vereinsleben
- AFC Backnang Wolverines e. V.: Der Verein wurde 1985 gegründet.
- Arbeiterwohlfahrt Ortsgruppe Backnang
- Backnanger Bürgerbühne e. V.
- Backnanger Karnevalsclub e. V.
- Biblische Gemeinde Backnang e. V.
- Bläserphilharmonie Backnang e. V.
- Club Junges Europa e. V.: Der Club wurde 1966 gegründet und möchte zur Völkerverständigung beitragen.
- Entschieden für Christus, Backnang
- Evangelisches Jugendwerk Backnang: Das Jugendwerk unterstützt Schulungsprogramme und organisiert Jungscharen.
- Frauenforum Backnang: Der gemeinnützige Verein möchte sich für die Förderungen von Frauenbelangen einsetzen.
- Fußballclub FC Viktoria Backnang e. V.
- Freunde der Städtepartnerschaft Backnang-Annonay e. V.
- Sportverein SV Großer Alexander Backnang 1962 e. V.: Der Verein wurde von griechischen Gastarbeitern 1962 gegründet, steht jedoch allen offen (etwa 200 Mitglieder).
- Grüne Jugend
- Jugendfeuerwehr
- Junge Briefmarkenfreunde Backnang: Die Organisation unterstützt und berät junge Philatelisten beim Aufbau und der Erweiterungen von Sammlungen.
- Junge Europäer Backnang
- Naturgartenverein e. V.
- Rocking Turtles e. V.: Ein Rock-’n’-Roll-Tanzverein
- Schachverein Backnang e. V.: Der Verein bietet Kurse für Anfänger und Fortgeschrittene an
- Schützengilde Backnang e. V.
- Städtisches Blasorchester
- Sternentraum 2000 e. V.
- Waldheim-Bouler im Waldheimverein Backnang e. V.: Ziel des Vereins ist die Förderung der Sportart Boule.
- Wild Thing Cheerleading e. V.
- Tanzverein Ypsilantis e. V.
- Verband Christlicher Pfadfinder*innen
- Zukunftswerkstatt Rückenwind e. V.

## Persönlichkeiten

### Ehrenbürger
Die Stadt Backnang hat folgenden Personen das Ehrenbürgerrecht verliehen:
- 1867: Gottlob Friedrich Moser, Dekan
- 1874: Friedrich von Dillenius, Geheimer Rat, Präsident der Württembergischen Eisenbahndirektion
- 1892: Christian von Kalchreuter, Dekan
- 1911: Eduard Breuninger, Kaufmann
- 1911: Eugen Adolff, Fabrikant
- 1919: Fritz Häuser, Fabrikant
- 1921: Hermann Eckstein, Stadtschultheiß 1901–1921
- 1930: Karl Friederich, Ratschreiber und anschließend Stadtpfleger
- 1930: Robert Kaess, Lederfabrikant und Landtagsabgeordneter
- 1952: Carl Kaelble, Seniorchef der Motoren- und Maschinenfabrik Kaelble
- 1952: Albert Rienhardt, Oberbürgermeister 1921–1945
- 1954: Walter Gross, Arzt
- 1964: Karl Krische, Chefarzt
- 1966: Walter Baumgärtner, Oberbürgermeister 1946–1966
- 1976: Daniel Aimé, Bürgermeister der Partnerstadt Annonay
- 2000: Martin Dietrich, Oberbürgermeister 1966–1986
- 2021: Frank Nopper, Oberbürgermeister 2002–2021

#### Ehrenbürger der früher selbstständigen Stadtteile
- 1927: Karl von Metzger (Strümpfelbach)[49]
- 1935: Paul Reusch, Kommerzienrat (Strümpfelbach)[49]
- 1957: Wilhelm Kübler, Unternehmer, Steinbruchbesitzer (Maubach)[49]
- 1960: Hermann Reusch, Industrieller (Strümpfelbach)[49]

### Söhne und Töchter der Stadt
- Judith von Backnang-Sülichgau († um 1123), Frau des Markgrafen Hermanns II. von Baden
- Johann Baptist Fickler (1533–1610), Jurist, Hofrat und Autor
- Johannes Magirus (1537–1614), evangelischer Theologe und Komponist
- Friedrich Breuninger (1794–1880), Apotheker
- Christian Daniel Schmückle (1797–1885), württembergischer Stadtschultheiß und Landtagsabgeordneter
- Julius Hartmann (1806–1879), evangelischer Theologe und Kirchenhistoriker
- Ludwig Franz Kern (1815–1870), württembergischer Oberamtmann
- Ludwig von Schwandner (1823–1880), Landtagsabgeordneter
- Eduard Breuninger (1854–1932), Unternehmer
- Theodor Eisele (1867–1917), Altphilologe und Gymnasiallehrer
- Eugen Haefele (1874–1935), württembergischer Oberamtmann
- Hermann Niethammer (1874–1953), württembergischer Oberamtmann und Landrat
- Anna Ziegler (1882–1942), Politikerin (USPD, SPD), Reichstagsabgeordnete
- Friedrich Rösch (1883–1914), Missionar und Ägyptologe
- Richard Ottmar (1889–1956), Theologe und Fahrplanexperte
- Hermann Erlenbusch (1890–1976), Maler und Grafiker
- Leonhard Schmidt (1892–1978), Kunstmaler
- Manfred Henninger (1894–1986), Maler
- Fritz Fischer (1898–1985), Intendant
- Alfred Dirr (1902–1941), Politiker (NSDAP)
- Kalanag (1903–1963), Filmproduzent und Zauberkünstler
- Gotthilf Belz (1905–1999), Schriftsteller
- Emil Erlenbusch (1911–1983), Politiker (SPD)
- Ferdinand Schneider (1911–1984), Chemiker
- Dieter Betz (1927–2006), Geologe
- Ursula Sax (* 1935), Bildhauerin
- Alois Albrecht (1936–2022), römisch-katholischer Priester und Liedtexter, Generalvikar und Domdekan des Bamberger Kaiserdoms
- Dieter Burger (1938–2007), Politiker, von 1977 bis 1993 Oberbürgermeister von Sindelfingen
- Uta Sax (* 1939), Schauspielerin
- Volker Hauff (* 1940), Politiker (SPD), MdB, Bundesminister, ehem. Oberbürgermeister von Frankfurt am Main
- Ulrich Ammon (1943–2019), germanistischer Linguist mit dem Schwerpunkt Soziolinguistik
- Joachim Kugler (* 1947), Leichtathlet
- Eberhard Aspacher (* 1949), Gastronom
- Renate Gradistanac (* 1950), Politikerin (SPD), MdB
- Martin Schlichenmaier (* 1952), Mathematiker
- Gerhard Fritz (* 1953), Historiker
- Thomas Mayer (* 1954), Chefvolkswirt Deutsche Bank
- Titus Simon (* 1954), Rechtswissenschaftler, Schriftsteller und Kommunalpolitiker
- Uwe Vock (* 1956), Medien- und Werbedesigner und Hochschullehrer
- Dieter Burr (* 1957), Steuerberater, Buchprüfer und Politiker
- Ralf Rangnick (* 1958), Fußballtrainer
- Claus Michael Schneider (* 1958), Physiker, Hochschullehrer
- Christine Spindler (* 1960), Schriftstellerin
- Andreas Braun (* 1964), Politiker, von 1999 bis 2006 Landesvorsitzender von Bündnis 90/Die Grünen in Baden-Württemberg
- Christian Lange (* 1964), Politiker, Mitglied des Deutschen Bundestags und Parlamentarischer Staatssekretär bei der Bundesministerin der Justiz und für Verbraucherschutz.
- Jo Goll (* 1966), Journalist
- Dietlinde Stroh (* 1966), Fernsehproduzentin
- Markus Sailer (* 1968), Fußballspieler und -trainer
- Jens Weidmann (* 1968), Bundesbankpräsident, machte in Backnang sein Abitur
- Volker Springel (* 1970), Astrophysiker
- Kai-Uwe Peter (* 1971), seit Oktober 2020 Präsident der Deutschen Schillergesellschaft (DSG)
- Marc Brenner (* 1973), freikirchlicher Theologe
- Alexander Funk (* 1974), Filmproduzent
- Ian Schölzel (* 1976), Politiker
- Biene Pilavci (* 1977), Filmemacherin
- Daniel Mouratidis (* 1977), Politiker (Bündnis 90/Die Grünen), von 2006 bis 2009 Landesvorsitzender in Baden-Württemberg
- Simon Mora (* 1977), Schauspieler
- Gregor Meyle (* 1978), Musiker
- Gültekin Kaan (* in Backnang), Musiker
- Ines Lex (* 1981), lyrische Sopranistin
- Bastian Fleig (* 1982), politischer Beamter
- Andreas Hinkel (* 1982), Fußballspieler
- Fabian Aupperle (* 1986), Fußballspieler
- Erik Flügge (* 1986), Politikberater und Autor
- Patrick Brosi (* 1987), Autor
- Maximilian Friedrich (* 1987), Oberbürgermeister von Backnang
- Christina Stumpp (* 1987), Bundestagsabgeordnete
- Julian Schieber (* 1989), Fußballspieler
- Kai Wieland (* 1989), Autor
- Ilona Hartmann (* 1990), Autorin
- Sebastian Krimmer (* 1990), Kunstturner, WM-Dritter
- Katharina Menz (* 1990), Judoka
- Patrick Bauer (* 1992), Fußballspieler
- Vanessa Mai (* 1992), Schlagersängerin[50]
- Daniel Lang (* 1992), Fußballspieler
- Viola Brand (* 1994), Kunstradfahrerin
- Madeline Willers (* 1994), Sängerin, Songwriterin
- Yannick Hölzl (* 1997), Handballspieler
- Mateo Šerić (* 1999), Basketballspieler
- Soffie (* 1999), Sängerin

### Weitere Personen
- Michael Mästlin (1550–1631), ab 1576 Diakon in Backnang, vertiefte hier seine wissenschaftlichen Kenntnisse, bevor er Professor und Lehrer von Johannes Kepler wurde und u. a. erstmals den Goldenen Schnitt berechnete
- Leonhard Lechner (um 1553 – 1606), Renaissance-Komponist, fand in Backnang Schutz vor der Verfolgung durch seinen früheren Dienstherrn Eitel Friedrich von Hohenzollern-Hechingen
- Heinrich Schickhardt (1558–1635), Baumeister, entwarf den Turm der Michaelskirche und das gegenüber dem Entwurf unvollendet gebliebene Schloss, das heute das Amtsgericht beherbergt
- Johann Kaspar Schiller (1723–1796), Vater Friedrich Schillers, Wundarzt in Backnang
- Alfred Klemm (1840–1897), evangelischer Theologe und Altertumsforscher
- Wilhelm Heinrich Armbruster (1827–1848), Metzgergeselle und Mörder
- Christian Hämmerle (1843–1916), Architekt, Oberamtsbaumeister
- Gottfried Kaelble (1848–1911), Unternehmer, Vater von Carl Kaelble
- Paul Reusch (1868–1956), Industrieller und Vorstandsvorsitzender der Gutehoffnungshütte (GHH), Eigentümer von Schloss Katharinenhof, Vater von Hermann Reusch
- Carl Kaelble (1877–1957), Ingenieur, Unternehmer und Seniorchef des Unternehmens Kaelble
- Albert Giesa (1887–1971), Kunstmaler
- Hermann Reusch (1896–1971), Industrieller und Vorstandsvorsitzender der Gutehoffnungshütte (GHH)
- Alfred Wais (1905–1988), Kunstmaler, Mitglied der Stuttgarter Neuen Sezession
- Johannes Eppler (1914–1999), Geheimdienstoffizier und Spion
- Oskar Kreibich (1916–1984), Maler, Bildhauer und Schriftsteller
- Edgar Rabsch (1928–1990), Organist, Chorleiter und Komponist in Backnang und am Ulmer Münster
- Frieder Bernius (* 1947), Dirigent und Chorleiter (Klassische Philharmonie und Barockorchester Stuttgart)
- Robert Antretter (* 1939), von 1980 bis 1998 Mitglied des Bundestages, Landesgeschäftsführer der SPD
- Wolle Kriwanek (1949–2003), Sänger und Musiker, lebte jahrzehntelang in Backnang, wo er auch starb und bestattet wurde
- Norbert Poehlke (1951–1985), Polizeibeamter, Bankräuber und Serienmörder, bekannt als Hammermörder, lebte im Backnanger Stadtteil Strümpfelbach
- Klaus Wanninger (* 1953), Studienrat, Schriftsteller
- Frieder Nögge (1955–2001), Clown, Schauspieler, Theaterleiter (Nögge-Atelier-Theater, Schule für Improvisationstheater)
- Hanna Nouri Josua (* 1956), deutsch-libanesischer evangelischer Theologe
- Peter Wark (* 1961), Journalist und Schriftsteller, vor allem Kriminalliteratur
- Torbjörn Blomdahl (* 1962), schwedischer Karambolagespieler und mehrfacher Welt- und Europameister (seit 1994)
- Roger Nitsch (* 1962), Neurologe
- Simone Kirschbaum (* 1974), Politikerin (SPD), Stadträtin in Backnang